# Bibeln och våld

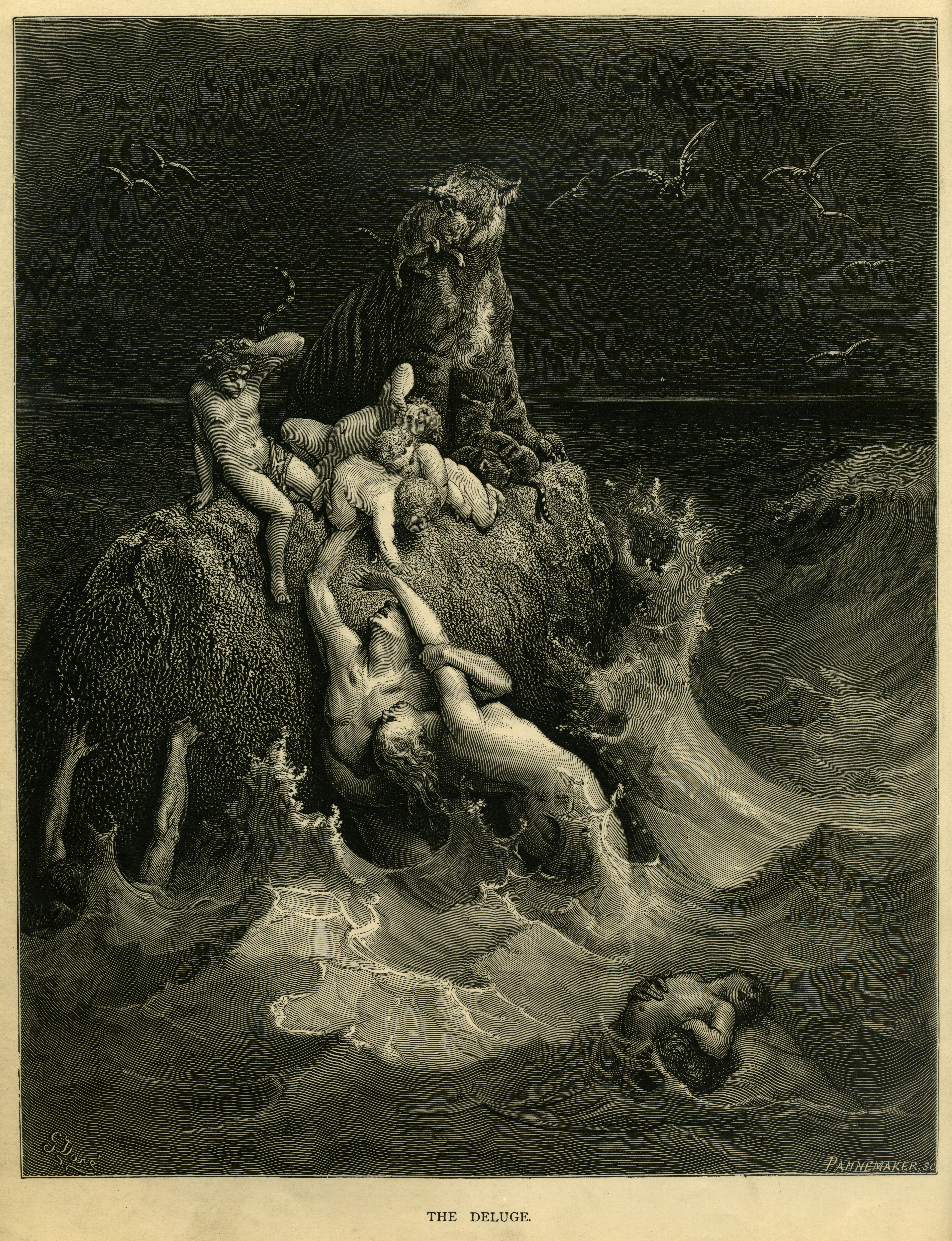
"Syndafloden" av Gustave Doré.

Bibeln och våld har många olika kopplingar. Hebréernas Bibel och Nya testamentet innehåller både berättelser, poesier och föreskrifter som beskriver, uppmuntrar, befaller, fördömer, belönar, bestraffar och reglerar våldsamma handlingar utförda av Gud, individer, grupper, regeringar och nationalstater. Bland de våldsamma handlingar som nämns finns krig, människooffer, djuroffer, mord, våldtäkt, folkmord och straffrättsliga påföljder. Våld definieras utifrån fyra huvudområden: sådant som skadar miljön, oärligt eller förtryckande tal samt frågor om rättvisa och renhet. Krig är en särskild kategori av våld som behandlas på fyra olika sätt: pacifism, icke-motstånd, rättfärdigt krig och korståg.
Den bibliska berättelsen har en tolkningshistoria inom de abrahamitiska religionerna och västerländsk kultur där texterna har använts både för att rättfärdiga och motsätta sig våldshandlingar. Det finns en mängd olika synsätt som tolkar bibliska texter om våld ur teologiska och sociologiska perspektiv. Ondskans problem, våld mot kvinnor, frånvaron av våld i skapelseberättelsen, närvaron av shalom (fred), helvetets natur och framväxten av ersättningsteologi är alla aspekter av dessa olika synsätt.

## Definition
Definitionen av vad som utgör våld har förändrats över tid. Under 1900-talet har definitionen utvidgats avsevärt till att omfatta handlingar som tidigare sågs som acceptabla. Modern forskning om våld i Bibeln tenderar att delas in i två kategorier: de som använder modern etik för att kritisera vad de ser som monoteismens våldsamma arv, och de som närmar sig ämnet utifrån ett historiskt och kulturellt perspektiv. Bibeln återspeglar hur uppfattningar om våld förändrats över tid för dess författare och läsare.
Bibliska författare definierade och tolkade våld utifrån kulturellt specifika termer baserade på värderingarna i den tid de levde, med hjälp av sina egna teman, kulturella förklaringar och teologiska logik. De betraktade allt som förstör den ekologiska miljön som en form av våld. De skildrade listigt, arrogant och oärligt tal, särskilt sådant som syftar till att förtrycka de fattiga, som våldsamt både i orsak och verkan. Rättvisebrott definieras som särskilt allvarliga former av våld. Överträdelse av renhet och helighet ses som en sorts våld som vanhelgar landet, dess folk och helgedomen. Detta åtföljs av avsky från de bibliska författarnas sida.

### Krigföring ochherem
Krigföring utgör en särskild kategori av bibliskt våld och är ett ämne som Bibeln behandlar, både direkt och indirekt, på fyra sätt: det finns verser som stödjer pacifism och verser som stödjer icke-motstånd; den teologiske tänkaren Augustinus från 300-talet fann grunden för "rättfärdigt krig" i Bibeln, och förebyggande krig – som ibland kallas korståg – har också försvarats med hjälp av bibeltexter. Historikern Susan Niditch menar att man kan förstå forntida Mellanösterns olika krigsideologier genom att studera attityder till krig i den hebreiska Bibeln. I den hebreiska Bibeln omfattar krigföring bland annat amalekiterna, kanaanéerna, moabiterna och berättelserna i Andra Moseboken, Femte Moseboken, Josua och Första och Andra Kungaboken.
Gud befaller israeliterna att inta det utlovade landet och lägger stad efter stad "under förintelseförbud" (ḥērem). Det hebreiska verbet ḥāram (חָרַם) innebär fullständig utplåning (i New Revised Standard Version översätts det med "utterly destroy", t.ex. 5 Mosebok 7:2). Substantivet som härstammar från verbet (ḥērem) översätts ibland som "förintelseförbud" eller "förbannelse", och betecknar avskiljning, uteslutning och helgande av personer eller föremål åt Gud, vilket ibland innebär att de är särskilt utvalda för att förstöras (5 Mosebok 7:26; 3 Mosebok 27:28–29). Historikern Susan Niditch säger att "roten ḥ-r-m förenar flera bibliska användningar av termen – både i och utanför krig – under rubriken offer".
Över hälften av förekomsterna av verbet och substantivet med roten ḥ-r-m handlar om förstörelse av nationer i krig. C. L. Crouch jämför de två rikena Israel och Juda med Assyrien och menar att deras likheter i kosmologi och ideologi gav dem liknande etiska synsätt på krig. Både Crouch och Lauren Monroe, professor i fornorientaliska studier vid Cornell, är överens om att detta innebär att ḥerem-typen av total krigföring inte var en uteslutande israelitisk praxis, utan en vanlig krigföring bland många forntida folk i Främre Orienten under brons- och järnåldern. Till exempel nämner mesastenen från 800-talet f.Kr. att kung Mesha av Moab krigade i sin gud Kemoshs namn och att han utsatte sina fiender för ḥerem.
Den hebreiska forskaren Baruch A. Levine påpekar att 5 Mos 7:1–11 visar att den hebreiska ideologin har utvecklats sedan skrivandet av 2 Mos 33:5–16, genom tillägget av förintelsebudet (ḥērem) (se även 2 Mos 20:19–20). Levine drar slutsatsen att detta är en av flera indikationer, inklusive utombibliska bevis, på att ḥērem var ett senare tillskott till hebreiskt tänkande. Levine menar att detta tyder på att Israel fortfarande, så sent som i Femte Mosebok, gjorde ideologiska justeringar i samband med införandet av den utländska praktiken ḥērem, med ursprung i de omgivande forntida mellanösternkulturerna.
Den tidiga användningen av ḥērem visar att israeliterna inte fick röra vid, ta i besittning eller återlösa dessa "förbannade ting" eller "helgade ting". Den senare användningen av termen, såsom i 4 Mos 18:14–17 och 5 Mos 7, visar dock att föremål och förstfödda barn skulle avsättas som ḥērem för att kunna återlösas av prästerna.

## Den bibliska berättelsen

### Första Moseboken

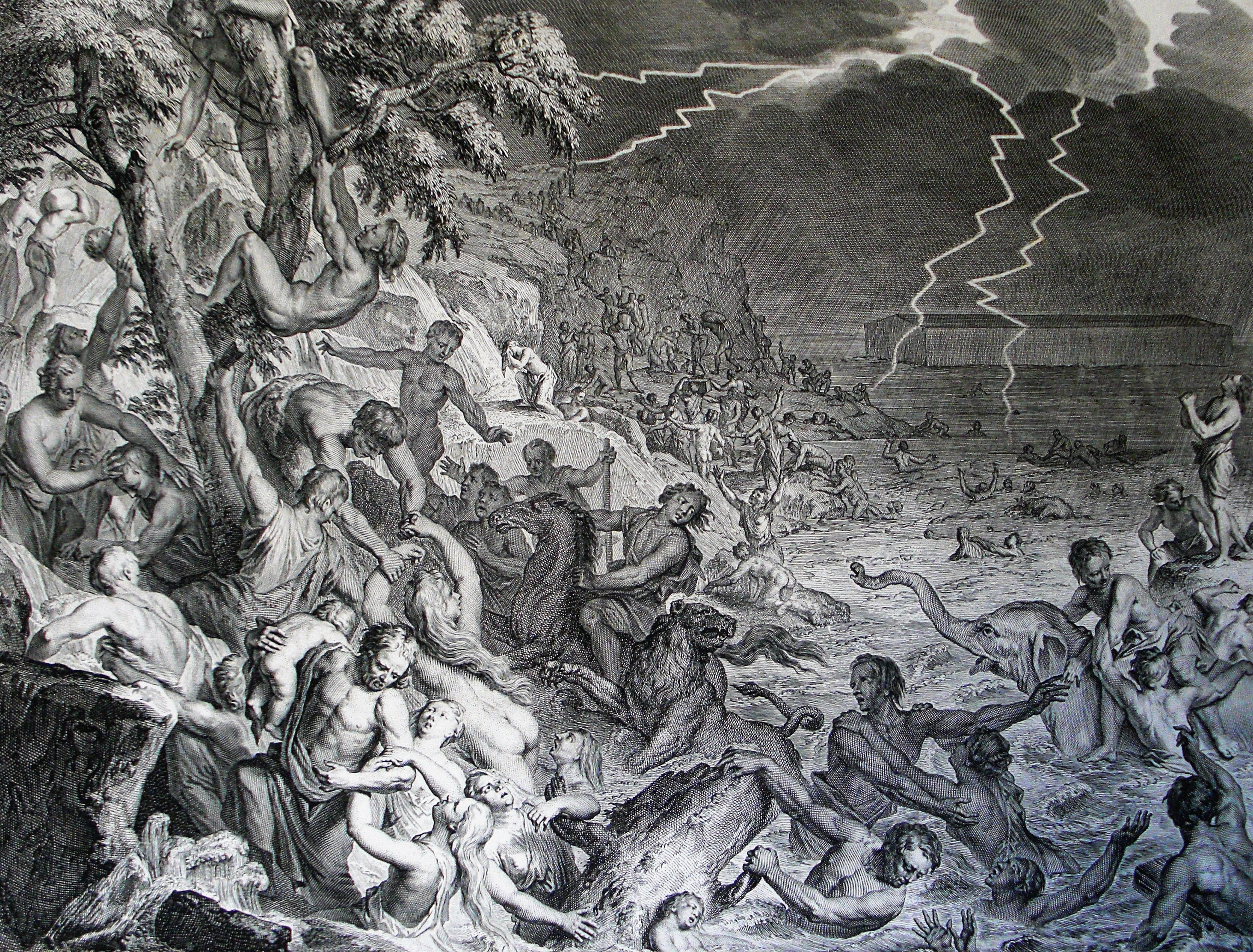
Noas ark och syndafloden

Gamla testamentets professor Jerome F. D. Creach skriver att Första Mosebok kapitel 1 och 2 framför två påståenden som "lägger grunden för att förstå våld i resten av Bibeln": det första är deklarationen att hebréernas Gud skapade utan våld eller strid, vilket står i kontrast till andra forntida, närorientaliska skapelseberättelser; det andra är att dessa inledande kapitel utser människan till Guds representant på jorden som förvaltare, med uppdraget att "upprätta och upprätthålla hela skapelsens välmående eller shalom". Creach menar att våld i dessa verser framställs som en inkräktare som stör denna ordning. När Adam och Eva överträder Guds befallning, förvisar han dem från Edens trädgård och räknar upp de förbannelser som ska följa dem (Första Mosebok 3). I Första Mosebok 4:1–18 förekommer det hebreiska ordet för synd (hattā’t) för första gången, när Kain, den förstfödde mannen, mördar sin bror Abel och begår den första nedtecknade våldshandlingen. Gud förbannar Kain för detta, men ger honom också skydd från fara.
I syndaflodsberättelsen i Första Mosebok (kapitel 6–9) ser Gud att "människornas ondska var stor" och sörjer (Första Mosebok 6:6). Hamas (חָמָֽס), som betyder ’våld, orättfärdighet’, är det hebreiska Bibelns främsta term för våld. Det används första gången i Första Mosebok 6:11: "jorden var fördärvad för Guds åsyn, och jorden uppfylldes av våld." Det förekommer sextio gånger i den hebreiska Bibeln, används nästan alltid för att beteckna fysiskt våld (Första Mosebok 49:5; Domarboken 9:24) och syftar på mänskligt, inte gudomligt, våld. Gud beslutar att utplåna allt liv och påbörja skapelsen på nytt med Noa och de människor och djur som är med honom i arken. Efter floden lovar Gud att aldrig mer förgöra allt liv genom en flod.

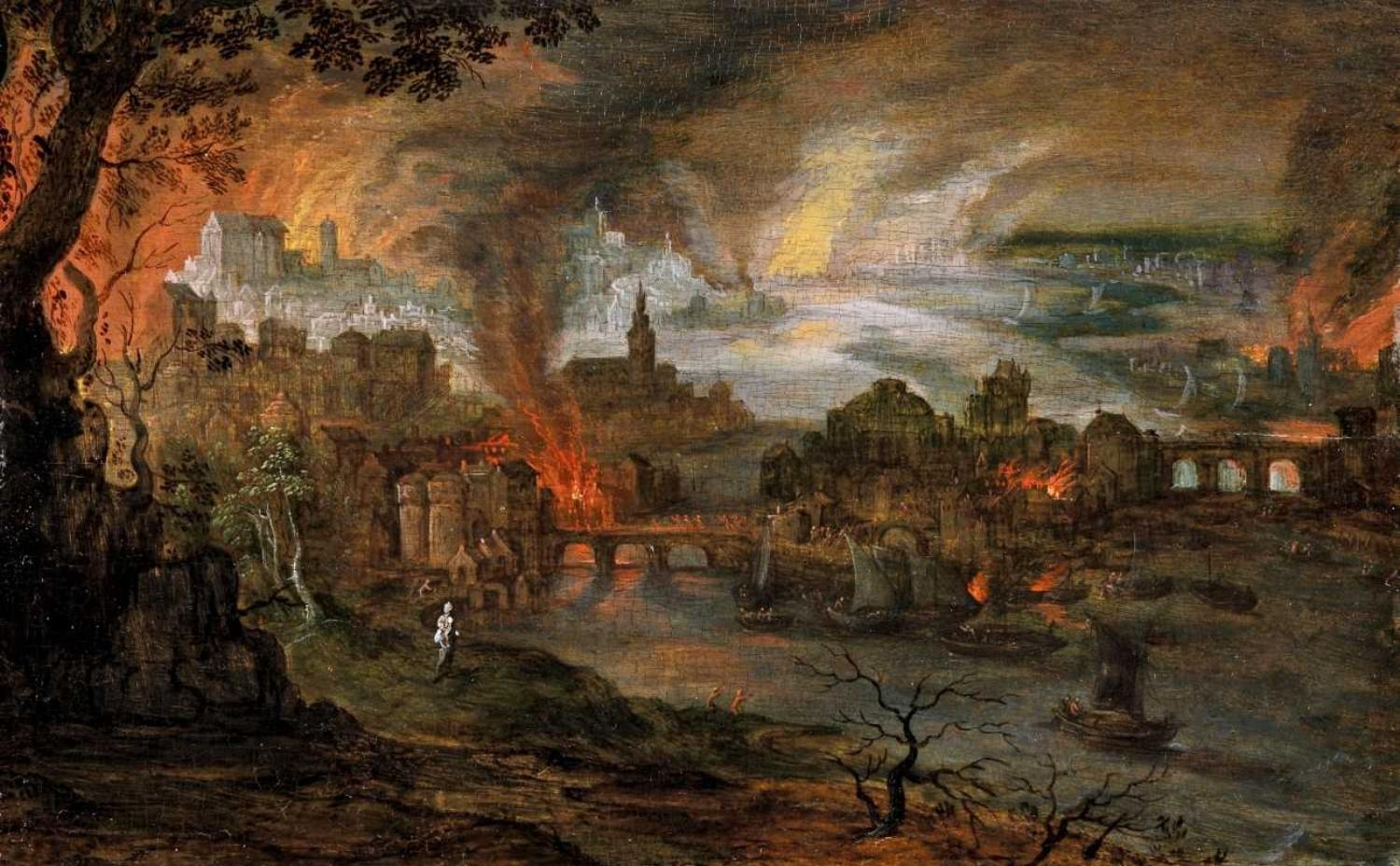
Förstörelsen av Sodom och Gomorra av Pieter Schoubroeck, cirka 1600

I Första Mosebok 18–19 beslutar Gud att förgöra städerna Sodom och Gomorra, "eftersom deras synd är mycket svår". Gud lovar Abraham att han ska skona Sodom om så få som tio rättfärdiga personer finns där. Städerna förstörs, men änglar räddar Abrahams brorson Lot och större delen av hans familj från förödelsen. Gud prövar Abraham genom att kräva att han offrar sin son Isak (Första Mosebok 22). När Abraham just ska lyfta kniven mot sin son hejdar Gud honom och lovar honom oräkneliga efterkommande.
Isaks son Jakob konspirerar för att ta sin äldre bror Esaus förstfödslorätt, men bröderna försonas till slut (Första Mosebok 25–33). I Första Mosebok 32:22–32 möter Jakob och brottas med någon – en man, en ängel eller Gud – som välsignar honom och ger honom namnet Israel.
Josef (Första Mosebok 37–50), Jakobs favoritson, säljs som slav till Egypten av sina avundsjuka bröder. Efter svåra prövningar går det väl för Josef med Guds vägledning, och han räddar sin familj från svält.

### Andra Mosebok och Tredje Mosebok

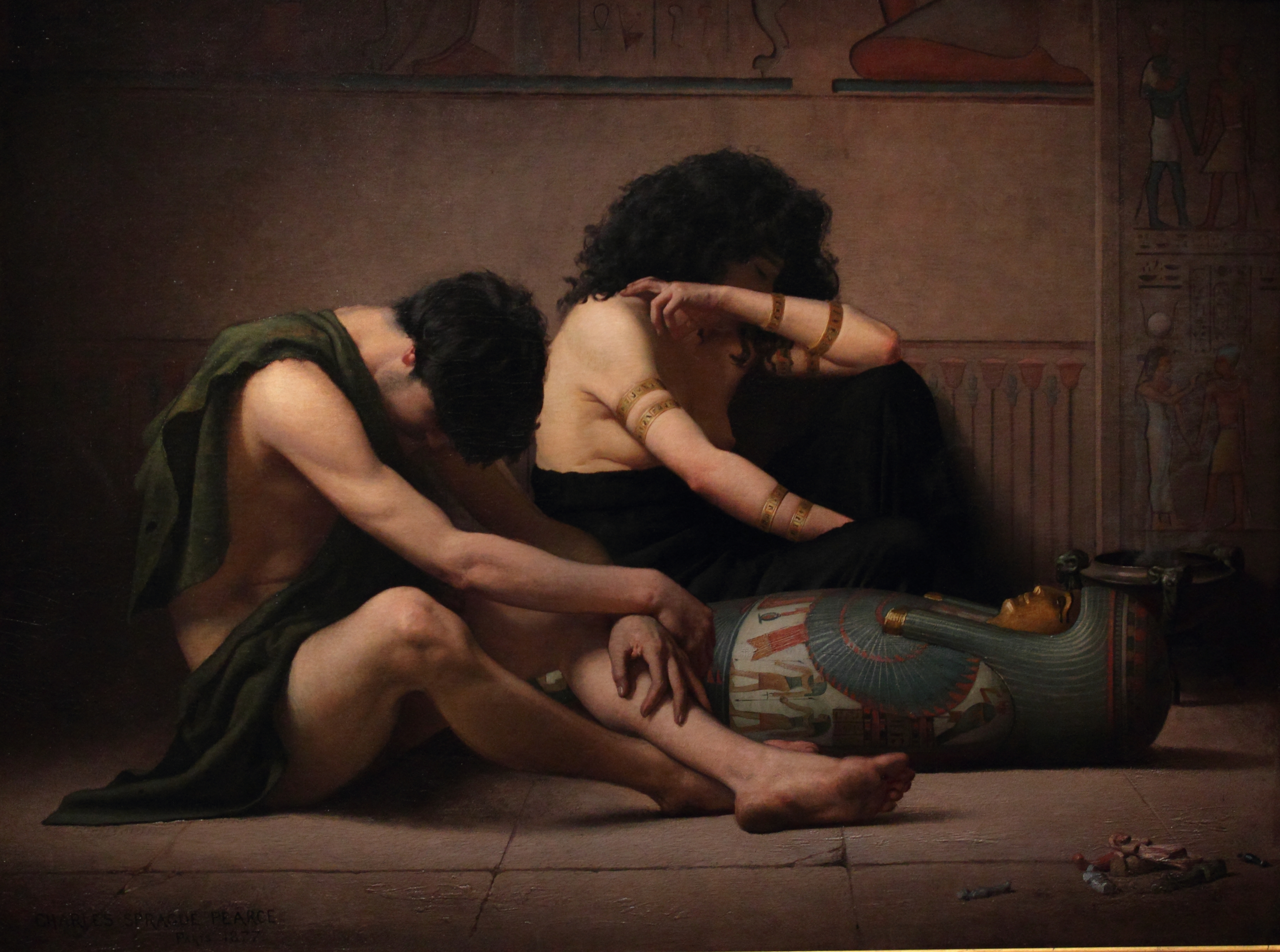
Lamentations over the Death of the First-Born of Egypt av Charles Sprague Pearce (1877)

En ny farao ser att israeliterna i Egypten har blivit många och fruktar att de kan komma att hjälpa Egyptens fiender (Andra Mosebok 1:8–10). Egyptierna tvingar israeliterna att "arbeta med hårt slaveri", och deras liv blir "bittra genom tungt arbete". Farao befaller två hebreiska barnmorskor, Shifra och Pua, att döda de nyfödda sönerna till de hebreiska kvinnorna, men de lyder honom inte. Därefter ger farao sin befolkning order om att dränka dessa barn.
Mose, en hebreisk man som uppfostrats av faraos dotter, ser en dag en egyptier slå en hebreisk man. Han dödar egyptiern och flyr från Egypten. Gud hör israeliternas klagan och sänder Mose tillbaka till Egypten för att föra dem ut ur landet till Kanaan. Vid ett tillfälle under återresan tänker Gud döda Mose, men han räddas av sin hustru Sippora (Andra Mosebok 2–4).
Mose ber farao att frige israeliterna, men farao svarar med att kräva ännu mer arbete av dem. Mose upprepar sin begäran flera gånger medan Egyptens plågor drabbar egyptierna, men farao vägrar fram till den tionde plågan, då Gud dödar alla förstfödda människor och boskap i Egypten – utom israeliternas, som är skyddade. Den bibliska författaren skriver att Gud förhärdade faraos hjärta (Andra Mosebok 7:3–4; 9:12), att farao förhärdade sitt eget hjärta (Andra Mosebok 8:15, 32; 9:34), samt att hans hjärta blev förhärdat utan att någon orsak anges (Andra Mosebok 7:13, 22). Israeliterna tillåts lämna landet, men Gud förhärdar åter faraos hjärta, och han ändrar sig och skickar en armé efter dem. Gud räddar dem från armén genom att dränka den i Röda havet.
Vid Sinaiberget ger Gud israeliterna de tio budorden och förbundslagen (Andra Mosebok 20–23). Dessa lagar inkluderar bud som "du skall icke dräpa", "öga för öga" samt bestämmelser om slaveri och andra ämnen. Dödsstraff föreskrivs för vissa brott. Djuroffer i form av brännoffer nämns, och det föreskrivs att en oxe som dödar en människa ska stenas. I lagen står det: "En främling skall du inte förorätta eller förtrycka, ty ni var själva främlingar i Egyptens land" samt "En änka eller ett faderlöst barn skall ni inte förtrycka." Israeliterna lovar att följa dessa lagar (Andra Mosebok 24:3).
Israeliterna bryter sitt löfte genom att tillbe guldkalven. Gud blir vred över detta och tänker "förgöra dem", men Mose övertalar honom att låta bli. Även Mose blir vred och krossar de två stentavlorna med Guds skrift. På Moses befallning dödar leviterna omkring tre tusen människor (Andra Mosebok 32).
Gud låter Mose göra nya stentavlor och ger honom det rituella dekalog, där det bland annat står: "Tag dig till vara, så att du icke sluter förbund med landets inbyggare, dit du kommer, så att de icke bliver till en snara för dig. I stället skall ni bryta ned deras altaren, slå sönder deras stoder och hugga ned deras Asherapålar" (Andra Mosebok 34).
Tredje Mosebok handlar om lagar för prästerna och innehåller detaljerade regler för djuroffer. Helighetslagen, Tredje Mosebok 17–26, listar olika förbud samt straffen för att bryta mot dem. Straffen inkluderar avrättning, ibland genom stening eller bränning.

### Fjärde Mosebok

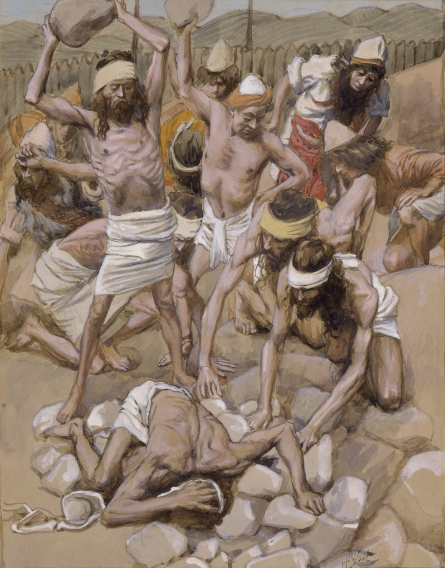
Sabbatbrytaren blir stenad, James Tissot,cirka 1900

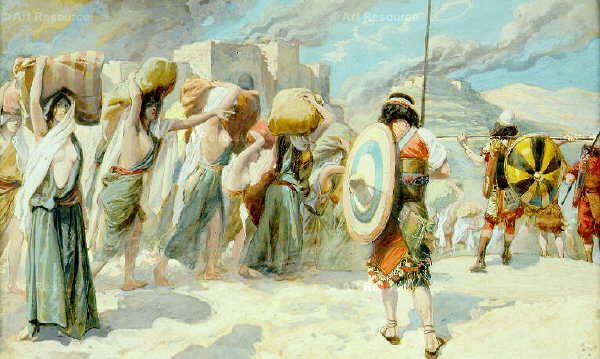
Midjans kvinnor förs bort som fångar av hebréerna, James Tissot, cirka 1900

Gud befaller Mose att räkna "alla i Israel som kan dra ut i krig" (Fjärde Mosebok 1). Gud hör folket "tala illa" och straffar dem med eld. Mose ber, och elden upphör. Gud blir åter vred och sänder "en svår plåga" (Fjärde Mosebok 11). Gud hör hur Mirjam och Aron talar mot Mose och straffar Mirjam med spetälska. Mose ber Gud att hela henne, och Gud gör det (Fjärde Mosebok 12).
Israeliterna når gränsen till Kanaan, men på grund av spejarnas rapporter vägrar de att gå in och önskar istället återvända till Egypten. Gud blir vred och säger till Mose: "Jag skall slå dem med pest och förgöra dem, men av dig skall jag göra ett folk större och mäktigare än de." Mose övertalar honom att låta bli, men Gud förklarar att israeliterna nu ska vandra i öknen i fyrtio år innan de får komma in i Kanaan. De attackeras av amalekiter och kanaaneer (Fjärde Mosebok 13–14). I Fjärde Mosebok 15 påträffas en man som arbetar på sabbaten. Gud befaller att han ska dödas, och han blir stenad.
Korach och en grupp män gör uppror mot Mose och Aron. Gud förgör dem (Fjärde Mosebok 16). Israeliterna "knorrar" över detta, och Gud straffar dem med en plåga (Fjärde Mosebok 16). Vid Horma strider en kanaaneisk kung mot israeliterna, och israeliterna lovar Gud att om han ger dem seger över detta folk ska de förstöra deras städer. Gud gör det, och de fullföljer sitt löfte. Israeliterna talar mot Gud och Mose, och Gud sänder giftiga ormar som dödar många. Mose ber för folket, och Gud hjälper dem (Fjärde Mosebok 21).
Israeliterna intar amoréernas kung Sichons städer, och de "slog honom och hans söner och hela hans folk, så att ingen av dem lämnades kvar; och de intog hans land" (Fjärde Mosebok 21). När spåmannen Bileam slår sin åsna, talar den. Bileam profeterar senare om israeliternas fienders framtid (Fjärde Mosebok 22–24).
Några israeliter begår otukt med kvinnor i Moab och offrar åt deras gudar. Gud blir vred, befaller avrättningar och sänder en plåga, men "den största skulden låg hos Midjan, och över Midjan föll hämnden" (Fjärde Mosebok 25 och 31).
Gud befaller Mose att "angripa midjaniterna och slå dem", samt att åter räkna "alla i Israel som kan dra ut i krig" (Fjärde Mosebok 25–26). Israeliterna för krig mot Midjan och "dödade alla män". De tar kvinnor och barn till fånga, beslagtar all boskap, får och egendom som byte och bränner alla städer och läger. När de återvänder till Mose blir han vred och befaller: "Döda nu därför alla gossebarn, och döda varje kvinna som haft förbindelse med en man. Men alla flickor som inte haft förbindelse med någon man skall ni låta leva åt er" (Fjärde Mosebok 31).
Gud säger till Mose: "Tala till Israels barn och säg till dem: När ni går över Jordan in i Kanaans land, då ska ni driva ut alla landets invånare för er, och förstöra alla deras bildstenar, och förstöra alla deras gjutna avgudabilder, och riva ner alla deras offerhöjder. Ni ska driva ut landets invånare och bo där, för åt er har jag givit landet till besittning." Och: "Men om ni inte driver ut landets invånare för er, då ska de som ni låter bli kvar bli som törnen i era ögon och som taggar i era sidor, och de ska plåga er i det land där ni bor. Och det ska ske att det jag hade tänkt göra med dem, det ska jag göra med er" (Fjärde Mosebok 33).

### Femte mosebok
Femte Mosebok inleds med en återblick på tidigare berättelser, inklusive ett slag mellan israeliterna och amoréerna (Femte Mosebok 1:41–44), samt hur ammoniterna, med Jahves hjälp, förintade refeerna (2:21), tillsammans med liknande andra fördrivningar. Femte Mosebok 2:31–37 beskriver den fullständiga utrotningen av folket som styrdes av Sihon, kung i Heshbon. Liknande behandling, på Jahves befallning, drabbade folket under Og, kung i Bashan. Mose återberättar även hur Gud förgjorde Baal-Peors anhängare och hotar att förgöra israeliterna om de återvänder till avgudadyrkan. Liknande hot om förintelse vid olydnad, särskilt vid avgudadyrkan, återfinns i Femte Mosebok kapitel 6, 8 och 11. Å andra sidan lovar Gud att om hans folk lyder honom, ska han skydda dem från de sjukdomar som drabbar grannfolken och ge dem seger över sina fiender (Femte Mosebok 6, 7 och 11).
Femte Mosebok innehåller lagstiftning för att skydda dem som begått oavsiktligt dråp från hämnddödande (kapitel 4, 19). De tio budorden förbjuder mord (5:17). Forskare är oeniga om temat i Femte Mosebok kapitel 7, men en del av temat är budet att kanaanéerna måste rensas bort från landet för att Israel ska bevara sin renhet. De folk som nämns var alla större och starkare än Israel. I Femte Mosebok 7:24 används det hebreiska ordet  'ābad (אֲבַדְ) när det står: "du skall utplåna deras namn under himlen…" Kapitel 9:3 säger att Gud ska förgöra Israels fiender. Kapitel 9 påminner också israeliterna om deras upproriska natur, och hänvisar till Andra Mosebok 32:11–14, när Jahve blev vred på israeliternas olydnad och ämnade förgöra dem, men avstod efter Moses övertalning.
Termerna gazal (röva) och asaq (förtrycka) används ofta i kombination för att beskriva mänskligt våld i form av att ta/röva/plundra som ett förtryck av de fattiga, vilket kan, men inte nödvändigtvis, inkludera fysiskt, verbalt eller annat slags skada. De används också både var för sig och tillsammans i resten av den hebreiska Bibeln för att beskriva att röva från de fattiga (Jesaja 3:14, 10:2; Jeremia 22:3; Mika 2:2, 3:2; Malaki 1:3), att hålla inne lönen för en daglönare (jfr. Femte Mosebok 24:14), politiskt förtryck (Hosea 12:7), att ta ut förtryckande ränta (Hesekiel 22:12) och att förtrycka främlingen i sitt samhälle (Hesekiel 22:7), allt betraktat som våldshandlingar.
Femte Mosebok 12 inleds med befallningar om att förstöra den kanaaneiska religionen. Verserna 4 och 31 förklarar varför: "Hednisk gudsdyrkan innefattade handlingar som var avskyvärda för Gud och oförenliga med hans karaktär", såsom sedvänjan att bränna söner och döttrar som offergåvor.  Femte Mosebok 13 varnar för farorna med avgudadyrkan och förbindelser med främmande folk, och föreskriver att den som förespråkar tillbedjan av kanaaneiska gudar ska avrättas, och att en stad som dyrkar dem ska förintas i sin helhet, inklusive boskapen. Femte Mosebok 14 förbjuder självstympning. Femte Mosebok 17 stadgar dödsstraff genom stening för den som tillber någon annan gud än Jahve, eller naturfenomen som gudomliga, samt även för den som trotsar en dom fälld av en präst.
Femte Mosebok 19 föreskriver dödsstraff för överlagt mord, upprättar fristäder och inför också principen om vedergällning (lex talionis): "liv för liv, öga för öga, tand för tand, hand för hand, fot för fot" (vers 21, NRSV), vilket därmed begränsar hämndens omfattning.  Femte Mosebok 20 reglerar krigföring, tillåter olika undantag från militärtjänst och föreskriver att det första steget vid konflikt med en stad långt bort ska vara ett fredsanbud. Om fred vägras ska staden belägras och alla män dödas med svärd; "kvinnor, barn, boskap och allt annat i staden — allt byte" får tas som plundring och behållas. Alla städer inom det utlovade arvet ska dock helt förintas: "…du får inte lämna något vid liv som andas. Du skall fullständigt utrota dem (ha-harem taharimem), hetiterna, amoréerna, kanaanéerna, perisséerna, hivéerna och jebuséerna, så som Herren din Gud har befallt dig…" med undantag för fruktträden.
Femte Mosebok 21 föreskriver användning av offer för att sona olösta mord och föreskriver en en månad lång sorgeperiod innan en israelitisk krigare får gifta sig med en kvinnlig fånge. Om äktenskapet inte fungerar ska hon släppas fri utan begränsningar. Det föreskrivs också att upproriska vuxna barn som är frossare och drinkare ska stenas till döds för att "skilja ut det onda" ur folket. Femte Mosebok 22 föreskriver dödsstraff för kvinnor som inte kan bevisa att de var oskulder på bröllopsnatten, och för både mannen och kvinnan om en man ligger med en annan mans hustru. Det föreskrivs också dödsstraff för en man som har sexuella relationer med en trolovad jungfru, och för jungfrun om hon inte ropar på hjälp när hon våldtas.
På grund av befallningarna att fullständigt förinta fienden har många forskare karaktäriserat dessa som gudomliga uppmaningar till folkmord. Andra exempel inkluderar berättelsen om amalekiterna (Fjärde Mosebok 13–14), kriget mot midjaniterna (Fjärde Mosebok 31), och slaget vid Jeriko (Josua 1–6).  Gamla testamentets forskare Eric Siebert definierar gudomligt våld som "våld som Gud sägs ha utövat, orsakat eller sanktionerat." Det omfattar specifikt (1) våld som Gud själv utövar utan mänskliga ombud (t.ex. när eld sänds över Sodom och Gomorra); (2) våld som Gud iscensätter, ofta utan att de inblandade är medvetna om det (t.ex. att använda Babylon för att straffa Juda folk för deras synder); och (3) våld som Gud direkt befaller (t.ex. när israeliterna får befallning att utrota kanaanéerna). Till exempel, när det gäller dem som tillber avgudar, använder Femte Mosebok 7:16 det hebreiska ordet akal (אָכַלְ) ("förbruka") när det står: "Du skall förgöra (förbruka) alla de folk som Herren, din Gud, ger i din hand…". Från och med Josua 9, efter erövringen av Ai, beskrivs striderna som försvar mot attacker från kanaanéiska kungar.
UCL-historikern Hans Van Wees (2010) har uttalat: "De folkmordskampanjer som tillskrivs de tidiga israeliterna är dock till stor del fiktiva: den inneboende osannolikheten och de interna motsägelserna i berättelsen i Josua och dess oförenlighet med berättelserna i Domarboken lämnar få tvivel om detta." Inom den arkeologiska forskningen har slaget vid Jeriko studerats grundligt, och den moderna forskarkårens konsensus är att de strider som beskrivs i Josuas bok inte stöds av arkeologiska fynd, och inte heller är förenliga med andra texter i Bibeln. Till exempel beskriver Josuas bok (kapitel 10) total utrotning av kanaanéiska stammar, men vid en senare tidpunkt antyder Domarboken 1:1–2:5 att kanaanéerna fortfarande levde kvar. På liknande sätt anses påståendena i 4 Mosebok 31 — att 12 000 israelitiska soldater utrotade hela den midjanitiska befolkningen (förutom att förslava 32 000 jungfrur) och förstörde alla deras städer utan att själva lida en enda förlust — vara historiskt omöjliga och bör förstås som symboliska. Detta inte minst eftersom andra bibliska böcker som utspelar sig vid senare tidpunkter fortfarande refererar till midjaniterna som ett självständigt folk, till exempel i Domarboken kapitel 6–8, där Gideon strider mot dem.
Femte Mosebok 24 föreskriver dödsstraff för kidnappning av en annan israelit och förbjuder att föräldrar dödas för brott begångna av deras barn, och vice versa.  Femte Mosebok 25 tillåter domare att utdöma spöstraff i rättstvister, men begränsar antalet slag till fyrtio. "Om två män slåss med varandra och den enes hustru kommer för att hjälpa sin man mot den andre när denne slår honom, och hon räcker ut sin hand och fattar tag i hans könsdelar, då skall du hugga av hennes hand och du skall inte visa henne någon skonsamhet." (25:11–12), även om rabbinska lärda diskuterar huruvida detta ska tolkas bokstavligt som ett krav i självförsvarssituationer, eller som en metafor för ekonomiskt skadestånd. I detta kapitel uppmanas också till utrotning av amalekiterna (vers 17–19). Femte Mosebok 28 innehåller välsignelser och förbannelser: välsignelser, inklusive seger över Israels fiender, om Israel lyder; och förbannelser om Israel är olydigt. Dessa förbannelser inkluderar sjukdom, hungersnöd, nederlag och död i krig, galenskap, övergrepp och rån, slaveri samt kannibalism på grund av extrem hunger. Liknande hot förekommer i följande kapitel (29) och i Femte Mosebok 32.

### Josuas bok

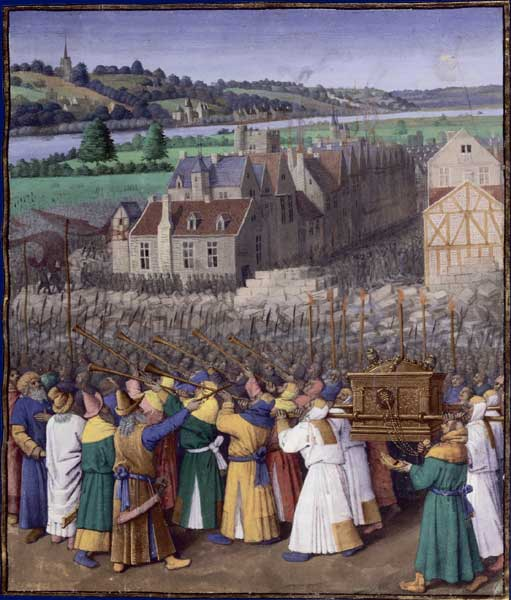
Erövringen av Jeriko (Jean Fouquet, ca 1452–1460)

Gud befaller Josua att ta Kanaans land i besittning (Josua 1). Josua erövrar totalt 31 stadsstater styrda av kungar, vilket listas i kapitel 12 i Josuas bok. Jerikokvinnan Rahab hjälper två israelitiska spejare, och hon och hennes familj lovas att skonas i den kommande erövringen om de hänger ett rött snöre i fönstret (Josua 2). Israeliterna går in i Kanaan och bär med sig Förbundsarken. Josua erövrar staden Jeriko. Staden bränns ned, och förutom Rahavs familj dödas varje människa, oxe, får och åsna (Josua 6). Josua försöker erövra staden Ai, men misslyckas (Josua 7). Ett andra försök, på Guds inrådan, lyckas. Staden bränns och alla invånare dödas (Josua 8).
Flera kungar går samman i en allians för att strida mot israeliterna. Folket i Givon, som fått höra om stadens förstörelse, lurar israeliterna att ingå ett fredsavtal.  När Josua får reda på bedrägeriet förbannar han givoniterna (Josua 9).  När Jerusalems kung hör talas om fördraget attackerar han tillsammans med flera andra kungar Givon, som då ropar på hjälp från Josua. Gud angriper Josuas fiender med hagel, israeliterna segrar, och fiendens kungar tillfångatas. Josua fortsätter att erövra fler städer men fullbordar aldrig hela erövringen (Josua 10).
Fler kungar samlas för att strida mot israeliterna. Israeliterna besegrar och dödar dem alla. Josua 11 befaller att hästarna ska skäras av senorna.
Josua avslutar större delen av erövringen av Kanaan, med undantag för Givon och möjligen några kanaanéer och amalekiter: "Ty det var från HERREN, som deras hjärtan förstockades, så att de drogo ut till strid mot Israel, för att de skulle bli givna till spillo utan förskoning, och för att de skulle utrotas, såsom HERREN hade befallt Mose." "Och landet hade ro från krig" (Josua 11).
Stammen Manasse får städer med kanaanéer som de inte förmår driva ut, men Josua säger till dem att de så småningom kommer att kunna göra det (Josua 17:12–13,18).
I Josua 20 säger Gud till Josua att utse fristäder, så att "dråparen som dödar någon av misstag och utan uppsåt kan fly dit; och de ska vara er till en tillflykt undan blodshämnaren."

### Domarboken

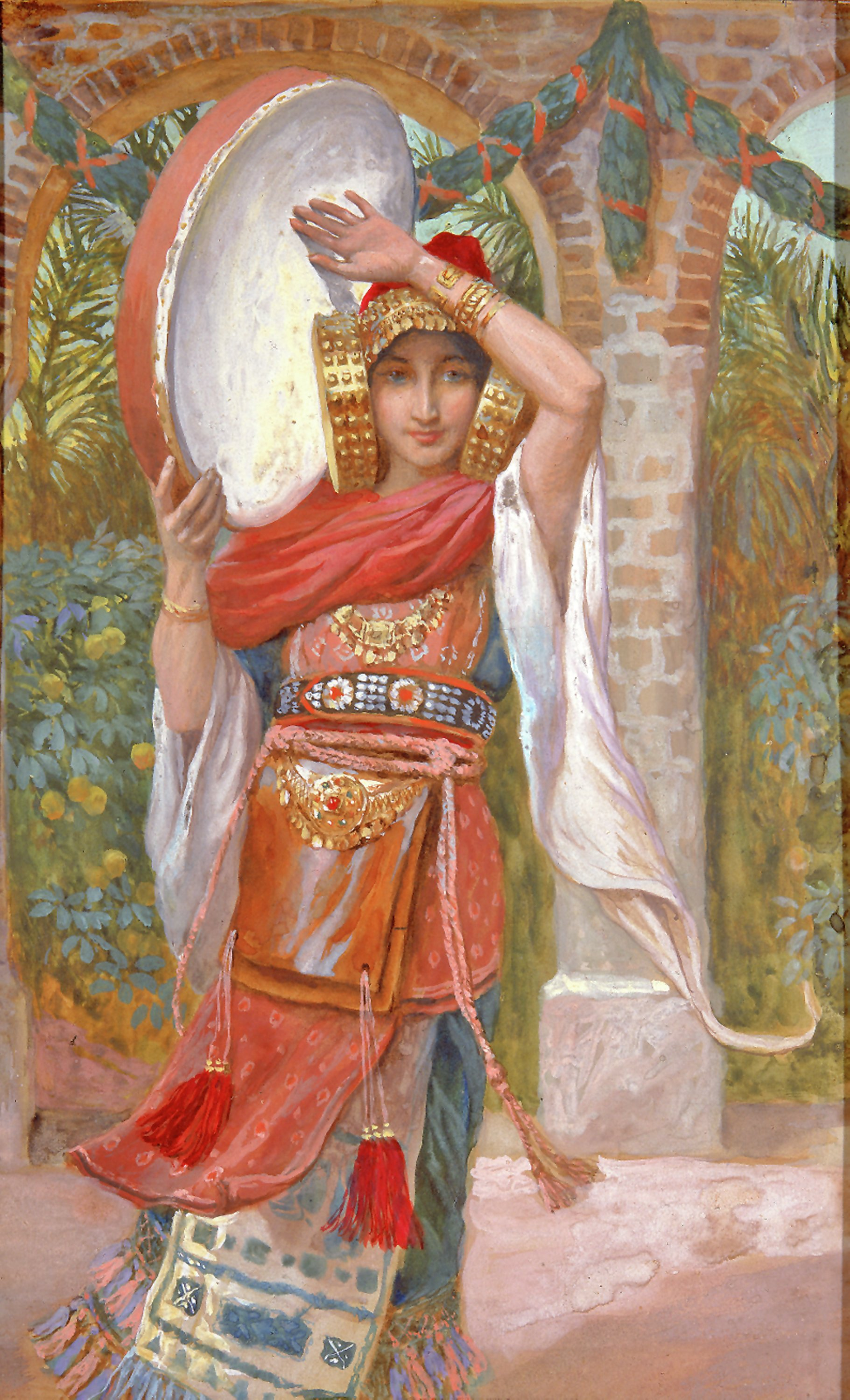
Jeftas dotter, ca 1896–1902, av James Jacques Joseph Tissot (1836–1902) eller en efterföljare, gouache på pannå, på The Jewish Museum, New York.

Domarboken innehåller ett antal våldsamma händelser. Det finns en grafisk beskrivning av mordet på den moabitiske kungen Eglon, som defekerar medan hans fettlager slukar in dolken som används för att döda honom (Domarboken 3:22). Senare hamrar Jael in en tältpinne i huvudet på en fientlig befälhavare medan han sover efter att ha flytt från en strid (Domarboken 4:21). Under en tid av konflikt med ammoniterna avlägger Jefta ett löfte till Gud att han ska offra det som först kommer ut ur huset – vilket visar sig bli hans egen dotter (Domarboken 11). Mot slutet av boken blir en oidentifierad levits bihustru våldtagen och dör kort därefter. Leviten styckar hennes kropp och skickar delarna över hela Israel för att informera folket om vad som hänt (Domarboken 19:29). Detta utlöser ett inbördeskrig mellan benjaminiterna och resten av Israel som kräver tusentals liv.

### Samuelsböckerna
I Samuelsböckerna utkämpar israeliterna krig mot filistéerna och blir besegrade i slaget vid Aphek. Filistéerna tar förbundsarken, men Gud visar sitt missnöje, och de återlämnar den senare. Arken anländer till Bet-Shemesh, där Gud dödar femtio tusen män för att de blickade på den (Första Samuelsboken 6). Samuel uppmanar Israels folk att "bortlägga de främmande gudarna" och endast tjäna Gud, vilket de gör. Filistéerna anfaller men blir besegrade vid Mispa.
Saul blir kung över Israel och för krig mot många fiender. Samuel befaller Saul: "Drag ut och slå amalekiterna och utplåna allt de har. Skona dem inte utan döda både män och kvinnor, barn och spädbarn, nötboskap och får, kameler och åsnor." (Första Samuelsboken 15:3). Saul lyder inte helt, vilket gör Gud och Samuel arga. Samuel dödar den tillfångatagne Agag, amalekiternas kung.

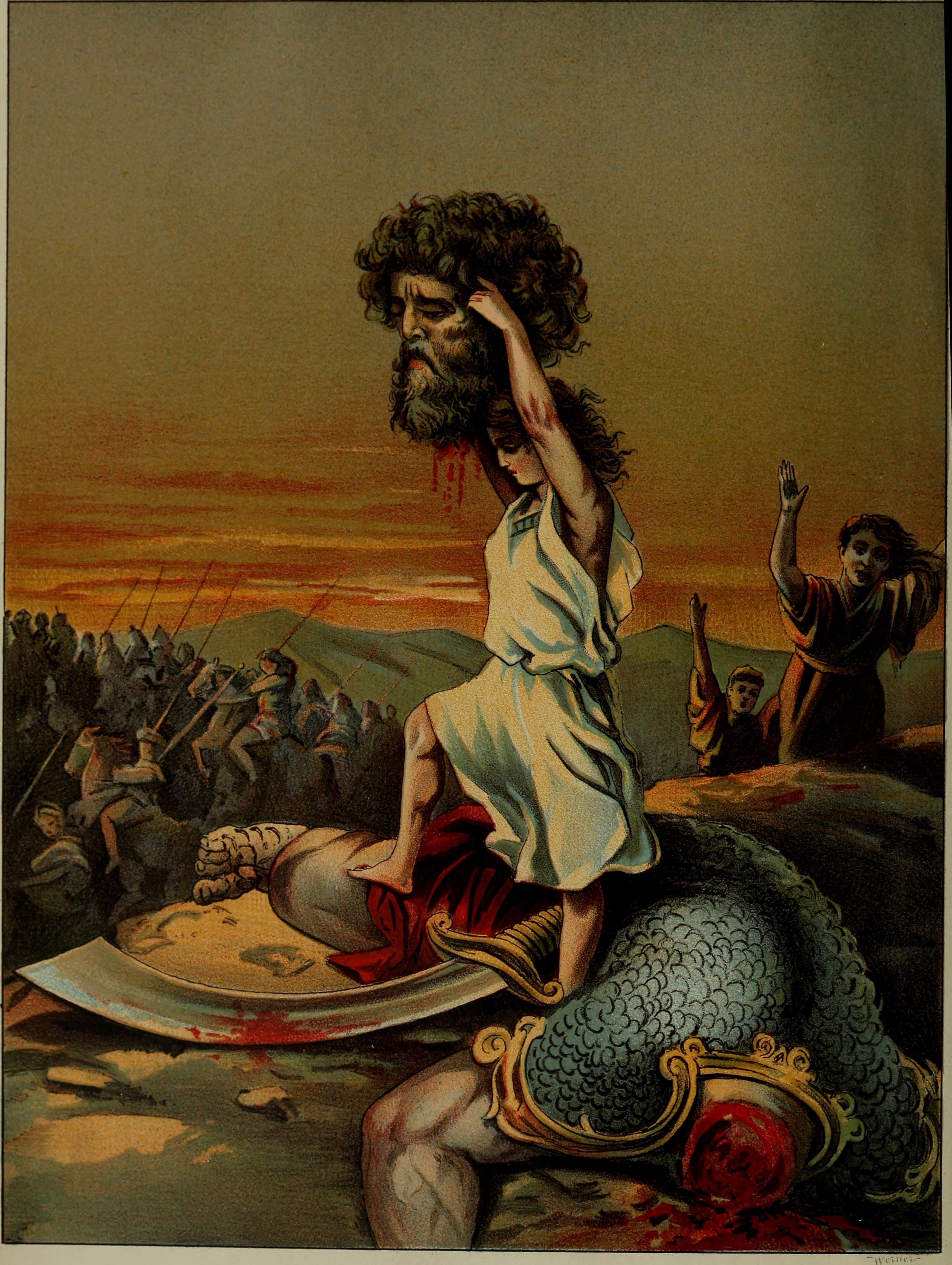
David lyfter Goliats huvud. Josephine Pollard (1899)

David, som smörjs till kung i hemlighet (Första Samuelsboken 16), träder i Sauls tjänst och "älskade honom högt". Filistéerna anfaller Israel, David dödar deras kämpe Goliat, och de flyr. David blir populär, vilket gör att Saul fruktar honom och smider planer på att döda honom. David och Sauls dotter Mikal vill gifta sig, och Saul kräver en hemgift på hundra filistéiska förhudar. David levererar tvåhundra och blir kungens svärson (Första Samuelsboken 18). Saul vill återigen döda David, men de försonas genom Sauls son Jonatan.
Krig bryter ut igen, och David segrar. Saul vill åter döda David, och han flyr med hjälp av sin hustru. Saul söker efter honom och dödar invånarna i staden Nob för att de hjälpt David (Första Samuelsboken 22). David besegrar filistéerna i Keila, men flyr sedan staden jagad av Saul (Första Samuelsboken 22). David och Saul försonas. David söker skydd hos Akish, kungen i Gat, och påstår att han gör räder mot Juda, men i själva verket plundrar och dödar han på andra platser (Första Samuelsboken 27). Filistéerna inleder krig mot Saul. Davids hustrur Ahinoam och Abigail tas till fånga i en räd mot Siklag, men han räddar dem (Första Samuelsboken 30). Israels män flyr inför filistéerna, och tre av Sauls söner dödas. Saul ber sin väpnare döda honom, men denne vägrar, så Saul tar sitt eget liv. Väpnaren tar då också sitt eget liv. Sauls kropp halshuggs och fästs på en stadsport av de segrande filistéerna, men återtas senare av invånarna i Jabesh-Gilead (Första Samuelsboken 31).
En man berättar för David om Sauls död och säger att det var han själv som dödade Saul. David låter avrätta honom (Andra Samuelsboken 1). Ett långt krig utbryter mellan David och Sauls son Ish-Boshet (Andra Samuelsboken 3). David kräver – och får – tillbaka sin första hustru Mikal, trots hennes nye make Paltis öppna sorg. Två män mördar Ish-Boshet, och David låter avrätta dem (Andra Samuelsboken 4). David för krig mot filistéerna och segrar. När förbundsarken förs till Jerusalem, rör en man vid namn Ussa den vårdslöst och dödas av Gud (Andra Samuelsboken 6).
David besegrar och plundrar flera fiender, och "utövade rätt och rättfärdighet mot hela sitt folk." (Andra Samuelsboken 8). Ammons barn förolämpar Davids sändebud och blir besegrade av Davids armé (Andra Samuelsboken 10).
För att kunna göra Batseba till sin hustru planerar David framgångsrikt hennes makes död. Detta misshagar Gud, och David får höra att "svärdet skall aldrig vika från ditt hus." Gud dödar Davids och Batsebas barn, som blev till under hennes tidigare äktenskap. Hon blir sedan gravid igen och föder Salomo. David erövrar och plundrar staden Rabba (Andra Samuelsboken 11–12).
Davids son Amnon våldtar sin halvsyster Tamar. Absalom, hennes helbror, låter i sin tur döda honom (Andra Samuelsboken 13). Absalom konspirerar och gör uppror mot David. Absalom besegras till slut och dör i slaget i Efraims skog, och David sörjer honom (Andra Samuelsboken 15–19). Sheba, Bichris son, gör uppror men blir till slut halshuggen (Andra Samuelsboken 20).
I Andra Samuelsboken 21 låter David döda sju av Sauls söner och sonsoner, inklusive "de fem sönerna till Mikal, Sauls dotter", även om han skonar Sauls sonson Mefiboset. Fler krig utkämpas. Andra Samuelsboken 23 nämner och prisar flera av Davids krigare.

### Profeterna och Psaltaren
Ordet hamas förekommer i den hebreiska Bibeln i sammanhang som rör våld, men också i kontexter som synd och orättvisa, rättsliga frågor, strukturellt våld och teodicéproblemet. Hamas kan syfta på verbalt eller till och med etiskt våld. ”Ibland syftar ordet på extrem ondska (Jesaja 53:9; 59:6) där fysiskt våld kan, men inte nödvändigtvis måste, vara inblandat.” ”Begreppet hamas förekommer ibland som ett rop till Gud inför orättvisor (Jer. 6:7).” Andra Mosebok 23:1 och Femte Mosebok 19:16 beskriver ett falskt vittne som ʿēd ḥāmas (ett ”våldsamt vittne”). Tanken att ett falskt vittne hotar liv och välbefinnande utvecklas mer utförligt i Psaltaren. Creach skriver att profeten ”Amos 1:3–2:3 använder 'akal' för att åtala Israels grannar för olika grymheter under krig (t.ex. ammoniterna ‘slet upp gravida kvinnor i Gilead för att utvidga sitt territorium’; 1:13) och använder dessa krigsförbrytelser från omgivande folk för att dra en parallell till Israels dåliga behandling av de fattiga, vilket höjer ekonomisk orättvisa till nivån av krigsbrott.” (2:6–8).
Karaktärer som Pinehas (Fjärde Mos 25), Elia (Första Kung. 18:39–40; Andra Kung. 1) och Elisha (Andra Kung. 2:23–25; 9) dödade, beordrade dödande, deltog i dödande och förutsade dödande i Guds namn. Elia kallade ner eld från himlen för att förtära offret, och efter denna manifestation av Guds makt grep han och dödade personligen alla Baals profeter; han kallade två gånger ner eld från himlen som förtärde officeren och de femtio män som kungen hade skickat (2 Kung. 1:10); Elisa kallade på björnar från skogen som rev ihjäl de 42 "ynglingar" som hånade honom, och gav sin tjänare Gehasi spetälska för dennes svek (2 Kung. 5:27); Amos uttalar dom över folken inklusive Israel och ger en vision av Guds dom som innefattar en svärm av gräshoppor och gudomlig eld; Hesekiel säger upprepade gånger: "Herrens ord kom till mig" och uttalar våldsamma domar över folken och Israel,  och en feministisk tolkning av Nahums bok beskriver "våldtäkten" av Nineve, bokens "fascination för krig, och den skadeglädje med vilken den kräver hämnd".
Som svar på de ondas våld ropar många psalmer till Gud om hämnd på personliga fiender. Till exempel ropar Psaltaren 109 på hämnd över hela familjen till psalmistens anklagare som en form av "vedergällning", med början hos deras barn , deras hustru  och alla deras förfäder . Psaltaren 137 riktar sig mot Babylon och uttrycker en önskan om att krossa "deras spädbarn mot klipporna".

### Nya testamentet

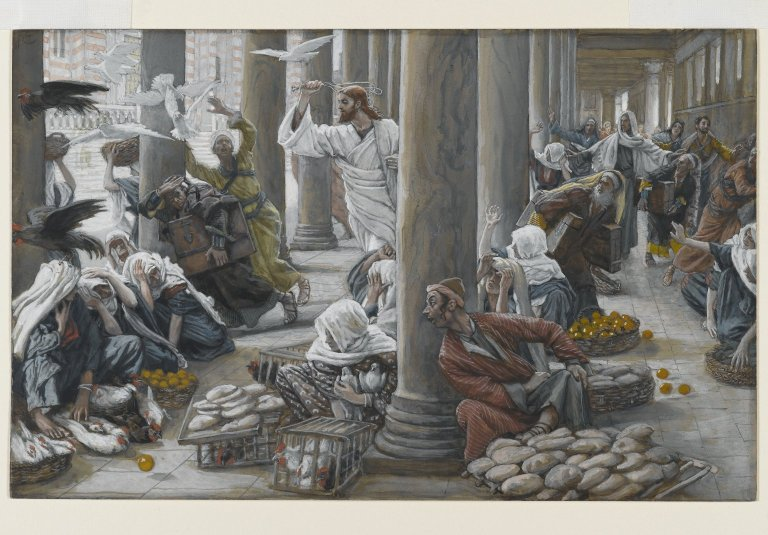
En 1800-talsframställning av tempelrensningen.

#### Evangelierna
I Matteusevangeliet beskrivs Herodes den store som den som beordrar avrättningen av alla unga gossebarn i trakten kring Betlehem.
Matteus 10:34 och Lukas 12:49–51 hänvisar till att Jesus säger att han kommer med eld eller svärd. G. Stroumsa skriver att dessa verser ibland tolkas som våldsamma, men han hänvisar vidare till Theissen som menar att de egentligen handlar om konflikter inom familjen. Tempelrensningen betraktas ibland som en våldsam handling av Jesus. Det finns också flera uttalanden av Jesus som motsätter sig våld, såsom att vända andra kinden till och berättelsen om Jesus och kvinnan som greps för äktenskapsbrott.
De tidigaste detaljerade skildringarna av Jesu död finns i de fyra kanoniska evangelierna, med andra underförstådda hänvisningar i Nya testamentets brev. Alla fyra evangelier avslutas med en berättelse om Jesu arrestering, den första rättegången inför Stora rådet (Sanhedrin) och den slutliga rättegången hos Pilatus, där Jesus blir piskad, tvingas bära sitt kors genom Jerusalem och sedan korsfästs. Offermetaforen används i hänvisningar till hans död, både i evangelierna och i andra böcker i Nya testamentet. I varje evangelium behandlas dessa våldsamma händelser med större detaljrikedom än någon annan del av berättelsen. Forskare noterar att läsaren får en nästan timme-för-timme-skildring av vad som händer.

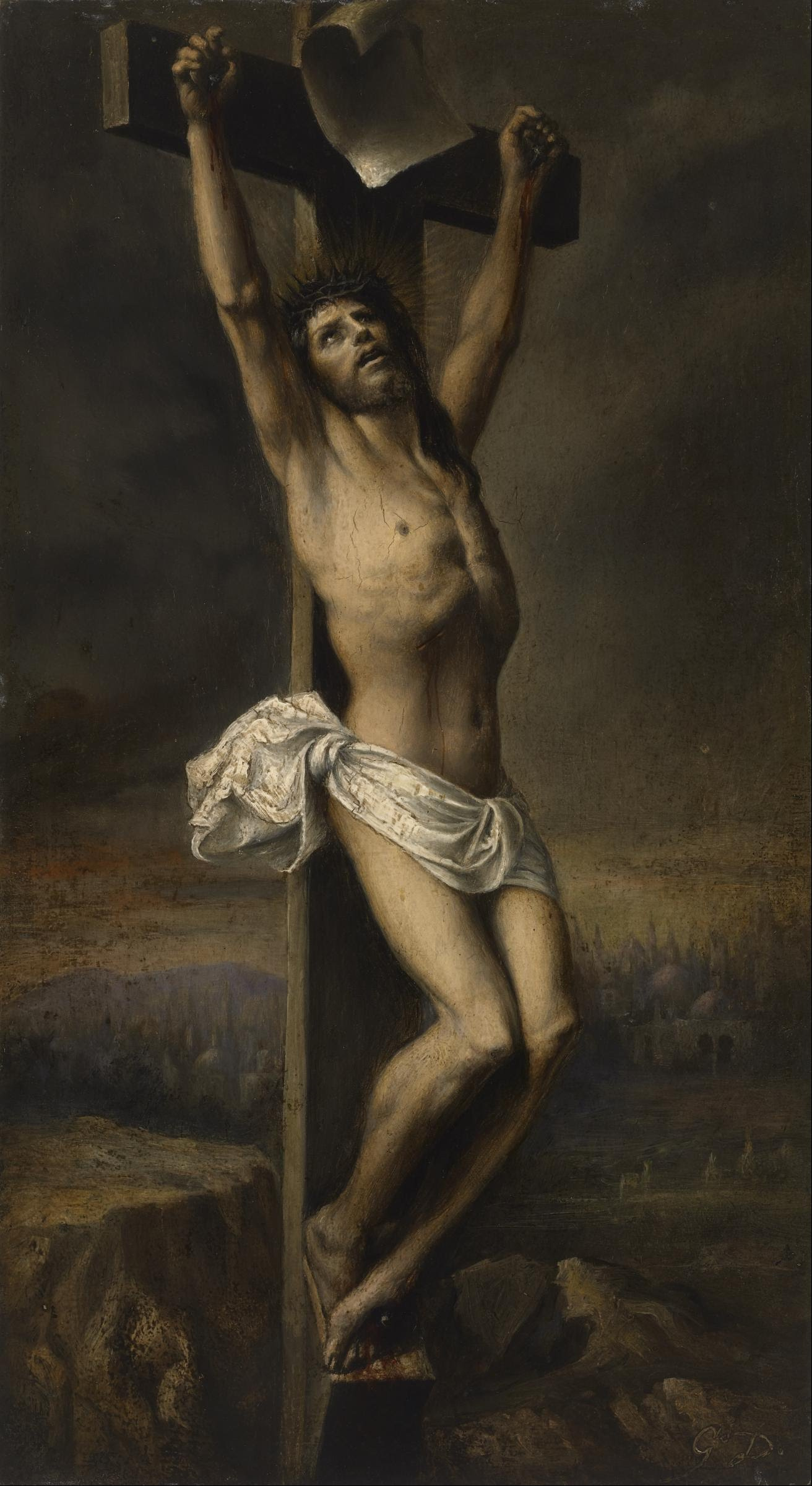
Kristus på korset. Målning från 1800-talet av Gustave Doré.

#### Apokalyps
Huvudartikel: Apokalyptik
Uppenbarelseboken är full av bilder av krig, folkmord och förödelse. Den beskriver apokalypsen – Guds yttersta dom över alla nationer och människor – vilket innefattar plågor, krig och ekonomisk kollaps. Även vissa andra evangelieböcker använder apokalyptiskt språk och uttrycksformer. Forskare definierar detta som ett språk som "ser framtiden som en tid då Guds frälsande och dömande ingripande ska befria hans folk från den nuvarande onda ordningen till en ny ordning... Denna omvandling kommer att vara katastrofal och kosmisk."
När Jesus kallar människor till en ny vision i ljuset av Guds annalkande rike, dom eller en framtida uppståndelse, använder han apokalyptiskt språk. Till exempel använder Jesus apokalyptiskt språk i Matteusevangeliet 10:15 när han säger: "För Sodoms och Gomorras land skall det på domens dag bli drägligare än för den staden", och i Markus 14:62, där han anspelar på Daniels bok och talar om sig själv i framtiden som "sittande på Guds högra sida". Bailey och Vander Broek säger vidare: "I materialet om Johannes Döparen förekommer också apokalyptiska bilder: 'den kommande vredesdomen' (Lukas 3:7); 'yxan... ligger redan vid roten av träden' (Lukas 3:9); den Kommande med 'kastskovel... i sin hand' (Lukas 3:17); och agnar som bränns upp i 'en eld som aldrig släcks' (Lukas 3:17)."
Charles B. Strozier, psykoanalytisk historiker, säger: "Den mest oroande dimensionen av 'ändetidstro' är dess koppling till våld. ... fundamentalister tror i allmänhet att... omvandlingen endast kan åstadkommas genom våld, och att övergången från vår tid till den nästa kräver massdöd och förödelse när '...denna jord ska renas i Guds vredes eld, att Jesus ska återvända och att en ny himmel och en ny jord ska återfödas'". Uppenbarelseboken har använts för att rättfärdiga våld och har fungerat som inspiration för revolutionära rörelser.
Enligt Richard Bauckham behandlar författaren till Uppenbarelseboken apokalypsen genom en omformulering av traditionell judisk eskatologi, där "troget vittnesbörd ända till martyrdöden ersätter väpnat våld som medel för seger. Eftersom Lammet har vunnit den avgörande segern över ondskan genom detta, kan hans efterföljare endast delta i hans seger genom att följa hans väg av lidande vittnesbörd. Därför förkastar Uppenbarelseboken apokalyptisk militarism, men främjar aktivt deltagande av kristna i den gudomliga kampen mot ondskan."

## Teologiska reflektioner och svar
Texter om våld har gett upphov till en mängd olika teologiska svar.

### Olika synsätt
Historikern Paul Copan och filosofen Matthew Flannagan menar att de våldsamma texterna om ḥerem-krigföring är "hagiografisk hyperbol", en typ av historiskt skrivande som återfinns i Josuas bok och andra forntida skrifter från samma tid i Mellanöstern, och att de inte är avsedda att tas bokstavligt; de innehåller överdrifter, formelartat språk och litterära uttryck för retorisk effekt — ungefär som när sportlag säger att de “fullständigt slaktade” sina motståndare. John Gammie instämmer och säger att Bibelverserna om att "fullständigt förgöra" fienden handlar mer om ren religiös hängivenhet än om en faktisk redogörelse för dödande. Gammie hänvisar till Femte Mosebok 7:2–5 där Mose presenterar ḥerem som ett villkor för Israels folk att få inta landet, med två villkor: det ena är ett förbud mot blandäktenskap (verserna 3–4), och det andra gäller förstörelsen av Kanaans invånares heliga föremål (vers 5), men inget av dem innebär dödande.
Som en del av de många reflektioner kring religiöst våld inspirerade av de abrahamitiska religionerna efter 11 september, skrev John J. Collins en kort bok med titeln "Does the Bible Justify Violence?" I boken går han igenom de avsnitt i Bibeln som beskriver våld utfört av Gud, befallt eller utlovat av Gud, samt våld utfört av människor — och hur dessa texter har använts av religiösa personer och regeringar genom historien. Till exempel diskuterar han uttåget ur Egypten och erövringen av kanaanéerna i den efterföljande Josuas bok som två sidor av samma mynt; uttåget har i årtusenden inspirerat till hopp och medborgarrättsrörelser, men samtidigt har människor som identifierat sig med det befriade Israel, stöttat av Gud, hänvisat till erövringen för att rättfärdiga handlingar som sträcker sig från folkmord på ursprungsbefolkningar till apartheid.
Collins drar slutsatsen att Bibeln talar med många röster. Han skriver: "…historiskt sett har människor åberopat Bibeln just på grund av dess förmodade gudomliga auktoritet, vilket ger en aura av visshet åt varje ståndpunkt som kan visas ha stöd i den — med Hannah Arendts ord: 'en gudalik visshet som avslutar all diskussion.' Och här, skulle jag vilja föreslå, ligger den mest grundläggande kopplingen mellan Bibeln och våld, mer grundläggande än någon befallning eller lära den innehåller… Bibeln har bidragit till våld i världen just för att den har uppfattats ge en grad av visshet som övergår mänsklig diskussion och argumentation."
Collins, som skriver som kristen forskare, noterar också: ”Det är inte ovanligt att kristna uttolkare hävdar att ’det bibliska vittnesbördet om de oskyldiga offren och offrens Gud avmystifierar och avmytologiserar den heliga samhällsordning’ i vilken våldet är förankrat. En sådan selektiv läsning, som lyfter fram Jesu död eller den lidande tjänaren, är sannerligen möjlig och till och med lovvärd, men den upphäver inte kraften i de bibliska godkännandena av våld som vi har övervägt. Den kristna Bibelns fullständiga kanoniska form, för vad den är värd, avslutas fortfarande med domsscenen i Uppenbarelseboken, där Lammet som blivit slaktat återvänder som den himmelska krigaren med ett svärd för att slå ner folken.”
Regina Schwartz är en av dem som försöker omgestalta kristendomen och den kristna bibliska kanon på sätt som minskar våld. Hon beskriver våld som något som uppstår ur det forntida israelitiska uppfinnandet av monoteism och det sätt på vilket forntida israeliter uppfattade sig själva i relation till den ende guden och till andra folk. Kristna ärvde denna syn, men endast delvis. Hon skriver: ”Den Andre, mot vilken Israels identitet smids, är avskydd, förkastad, oren, och i ’Gamla testamentet’ utplånas stora mängder av dem, medan i ’Nya testamentet’ koloniseras (omvänds) stora mängder. Att knyta identitet till förkastelse går emot mycket av den strävan som kan återfinnas på andra håll, både i Bibeln och i religiös myt och ritual, att skapa identitet genom analogi, till och med identifikation.... Bland alla dessa rika variationer skulle jag kategorisera två övergripande förståelser av identitet i Bibeln: en grundad i Negation (eller knapphet) och den andra i Mångfald (eller överflöd).” Mot slutet av sin bok säger hon: ”Min nytolkning skulle skapa en alternativ Bibel som omkullkastar den dominerande visionen av våld och knapphet med ett ideal om överflöd och dess motsvarande etiska imperativ om generositet. Det skulle vara en Bibel som omfamnar mångfald i stället för monoteism.”
Stephen Geller noterar att både deuteronomisten och de prästerliga författarna som verkade under den axiala tiden omvärderade och omformulerade sina traditioner, precis som deras grannfolk gjorde, med hjälp av de litterära medel som stod till buds. Deuteronomisterna uttryckte sina nya uppfattningar om Guds transcendens och makt genom idéer och tillhörande lagar om enhet — Guds enhet, dyrkad i det enda templet i Jerusalem, av ett enda folk, åtskilt från resten av världen precis som Gud är; nitälskande och våldsamt så. På liknande sätt anpassade den prästerliga författaren myterna och riterna i det forntida Främre Orienten (ANE) samt de specifika traditionerna från forntida Israel för att skapa andra betydelser för blodsoffer än vad deras grannar hade. Detta syns särskilt i de invecklade och riskfyllda ritualerna på Försoningsdagen, då översteprästen måste träda in i det allra heligaste och Guds närvaro; i sina texter försökte de prästerliga författarna också uttrycka Guds transcendens och enhet — en Gud som ändå har en relation till mänskligheten med all dess växlande syndfullhet.
I Gellers tolkning är blodet varken magiskt eller bara en ersättning för ett människooffer; istället är blodet samtidigt ett uttryck för den fallna världens våld, där människor dödar för att äta (till skillnad från i Eden), och blodet blir i sig självt ett medel till försoning. Det är förbjudet att ätas, som ett tecken på återhållsamhet och erkännande, och ges istället som offer till Gud — och i denna handling återupprättas relationen mellan den fallna mänskligheten och Gud. De prästerliga författarna understryker allvaret i detta genom att påminna om den dödliga fara som översteprästerna stod inför, genom berättelsen om Nadab och Abihu som dog när Gud avvisade deras "främmande offer" och förtärde dem med eld. Ett resultat av detta omformuleringsarbete är en Gud med drag av skrämmande och mäktig annanhet. Som Annie Dillard skrev i Pilgrim at Tinker Creek: "Har någon den blekaste aning om vilken sorts kraft vi så sorglöst åkallar? Eller, som jag misstänker, tror ingen egentligen på ett ord av det? Kyrkorna är barn som leker på golvet med sina kemilådor, blandar ihop en sats TNT för att döda en söndagsmorgon. Det är vansinne att bära stråhattar och sammetsmössor till kyrkan; vi borde alla bära kraschhjälmar. Kyrkvärdarna borde dela ut flytvästar och nödraketer; de borde binda fast oss vid bänkarna. För den sovande guden kan vakna en dag och ta illa upp, eller den vakna guden kan dra oss ut dit vi aldrig kan återvända."

#### Andra
Evan Fales, professor i filosofi, kallar läran om ställföreträdande försoning – som vissa kristna använder för att förstå Jesu korsfästelse – för "psykologiskt skadlig" och "moraliskt oförsvarbar". Fales baserar sitt argument på John Lockes påstående att uppenbarelse måste stämma överens med vårt förnuft. Filosofen och professorn Alvin Plantinga menar att detta synsätt bygger på att se Gud som en sorts särskilt begåvad människa.
Historikern Philip Jenkins (som citerar Phyllis Trible) säger att Bibeln är fylld med "skräcktexter", men han hävdar också att dessa texter inte ska tolkas bokstavligt. Jenkins menar att historiker från 700-talet f.Kr. lade till dem för att brodera ut sina förfäders historia och för att fånga läsarens uppmärksamhet.
Gammaltestamentlig forskare Ellen Davis uttrycker oro över vad hon kallar en "ytlig läsning" av Skriften, särskilt av Gamla testamentets texter om våld, vilket hon definierar som en "läsning av det vi tror att vi redan vet, i stället för ett försök att gräva djupare efter nya insikter och uppenbarelser." Hon säger att dessa svåra texter ofta innehåller interna korrigeringar som stödjer en undervisande tolkning.

### Det ondas problem
Huvudartikel: Det ondas problem

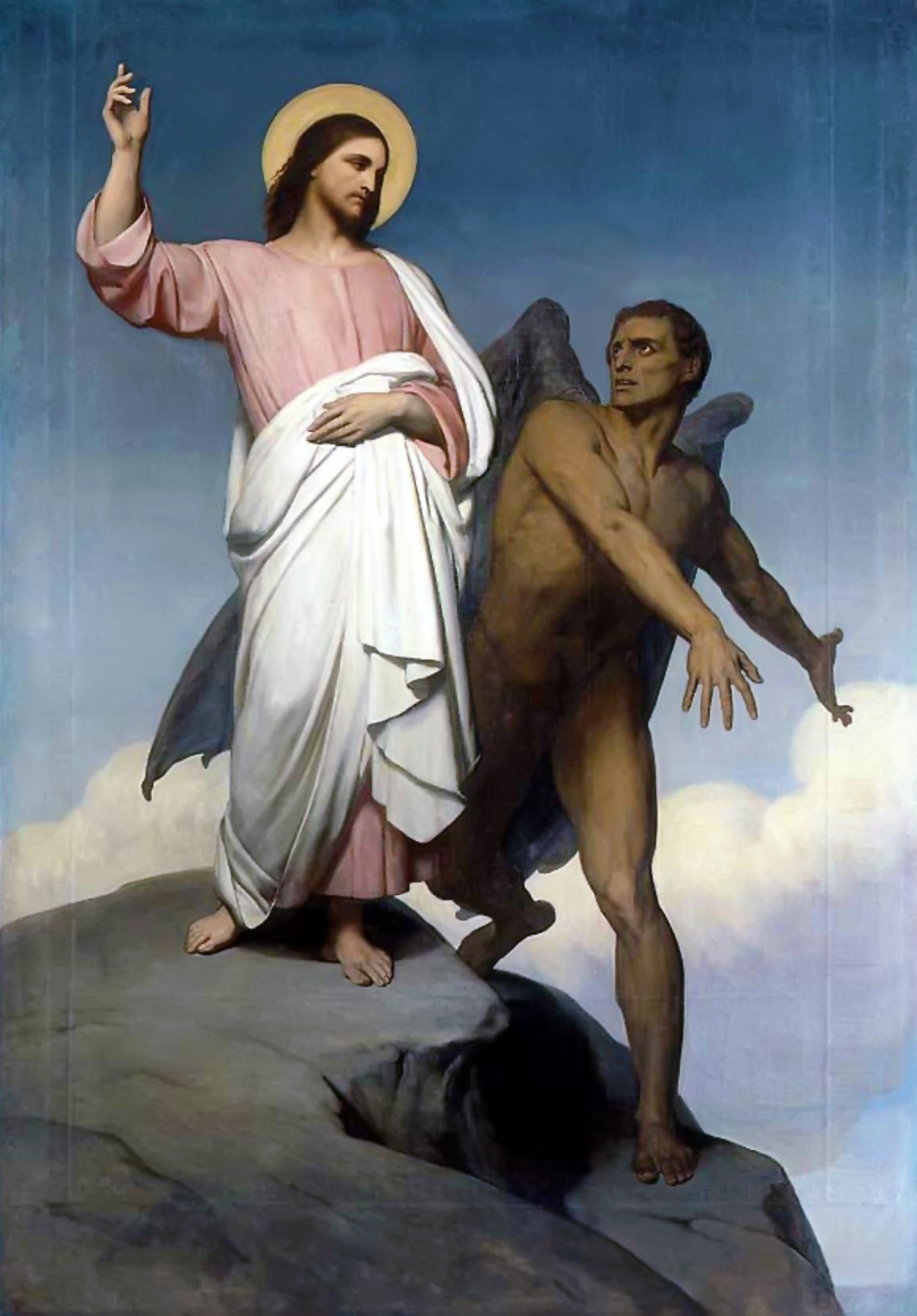
Djävulen, i motsats till Guds vilja, representerar ondskan och frestar Kristus, som är personifieringen av Guds karaktär och vilja. Ary Scheffer, 1854.

Diskussioner om Bibeln och våld leder ofta till diskussioner om teodicé – frågan om hur ondska kan existera i världen om Gud är allsmäktig, allvetande och god. Filosofen David Hume sammanfattar det så här: "Är Gud villig att förhindra ondska, men inte kapabel? Då är han inte allsmäktig. Är han kapabel, men inte villig? Då är han ondskefull. Är han både kapabel och villig? Varifrån kommer då ondskan?"
De första systematiska reflektionerna kring problemet med ondska av judiska filosofer går att spåra först till medeltiden. De gamla böckerna i den hebreiska Bibeln uppvisar ingen medvetenhet om det teologiska problemet med ondska, och inte ens de flesta senare bibliska författare berörde frågan om det ondas problem. Även om det finns sekulära svar på problemet, är det ondas problem framför allt en utmaning för kristendomen.
Det kristna svaret bygger på en förståelse av ondska som begränsad; den kan inte korrekt förstås utifrån en enkel skala av njutning kontra smärta, eftersom National Institute of Medicine säger att smärta är avgörande för överlevnad. Det finns tre huvudsakliga typer av svar. Alvin Plantingas fria viljans försvar utgår från att en värld som innehåller varelser med betydande frihet är i sig mer värdefull än en värld utan fria varelser, och att Gud inte kunde ha skapat en värld med komplexitet och frihet utan att inkludera möjligheten till ondska och lidande. Den så kallade själens utvecklingsteodicé, förespråkat av John Hick, säger att Gud tillåter det onda lidandet eftersom det leder till något gott genom att bygga upp moralisk karaktär.
Kristna etiker såsom David Ray Griffin har också formulerat process-teodicéer som hävdar att Guds makt och förmåga att påverka händelser nödvändigtvis är begränsade av människors egna viljor. I en version av detta löser Jon Levenson problemet med ondskan genom att beskriva Guds makt inte som statisk, utan som något som utvecklas över tid.
Filosofen Eleonore Stump säger att den större kontexten där Gud tillåter lidande för goda syften i en värld där ondska existerar möjliggör sådana händelser som dödande av dem som har onda avsikter, samtidigt som Gud fortfarande kan uppfattas som god. Toby Betenson skriver att "teodicéer förmedlar en praxis som sanktionerar ondska". Generellt sett hävdar kristna etiker inte att de vet svaret på frågan "Varför?" när det gäller ondska, smärta och lidande. Alvin Plantinga betonar att det är därför han inte erbjuder en teodicé, utan endast ett försvar av logiken bakom teistisk tro inför ondskans verklighet.

### Första mosebok och våld vid skapelsen
1895 observerade Hermann Gunkel att de flesta skapelseberättelser från det forntida Nära östern (ANE) innehåller en teogoni där en gud utkämpar strider mot andra gudar, vilket därmed inkluderar våld i grundandet av deras kulturer. Till exempel i den babyloniska skapelseeposet Enuma elish är det första steget i skapelsen att Marduk strider mot och dödar Tiamat, ett kaosmonster, för att etablera ordning. Kenneth A. Mathews säger: ”Det har varit typiskt inom forskningen sedan Gunkels Schöpfung und Chaos (1895) att tolka Första Mosebokens (Genesis) underkuvande av ’djupet’ och uppdelningen av ’vattnen’ som en kvarleva av stridsmotivet mellan Marduk och den vattniga Tiamat, vilket togs upp av den hebreiska författaren och avmytologiserades, [men] de flesta samtida forskare ser nu kopplingen mellan det hebreiska tehôm (’djupet’, 1:2) och Tiamat som ytlig.” ”Det faktum att [skapelseberättelsen i Första mosebok] sannolikt tillkom i de sista stadierna av Pentateukens tillkomst kan tyda på att porträttet av Gud i 1 Mos. 1:1–2:4a var normerande för dem som gav Gamla testamentet dess nuvarande form. Därför verkar det som att berättelsen om Gud som skapar utan våld i 1 Mos. 1:1–2:4a nu fungerar som ouvertyr till hela Bibeln och dramatiskt relativiserar andra kosmologier.”
Kanaaneiska skapelseberättelser som Enuma Elish använder mycket fysiska termer såsom "slet upp", "skar av", "kastade ner", "krossade" och "avskilde", medan Leviatan i den hebreiska Bibeln inte så mycket besegras som domesticeras. Teologen Christopher Hays säger att de hebreiska berättelserna använder ett begrepp för att dela (bâdal; skilja, göra åtskillnad) som är ett abstrakt koncept och mer påminner om en mesopotamisk tradition där icke-våld används vid skapelsen. De flesta moderna forskare är överens om att "1 Mos. 1:1–2:4a berättar en historia om hur Gud skapar utan våld eller strid. I [Första mosebok-]berättelsen representerar elementen inte rivaliserande gudar, och skapelsen förklaras som 'god' (1 Mos. 1:10, 12, 18, 21, 25, 31). Vad mer är: i 1 Mos. 1:1–2:4a deltar elementen i ordningsskapandet på Guds inbjudan (1 Mos. 1:9, 11, 20)." Forskaren Walter Brueggemann säger: "Guds karakteristiska handling är att 'tala'... Gud 'kallar världen till existens'... 'Guds väg med sin värld är språkets väg'."
Dessa berättelser i Första mosebok är inte de enda skapelseberättelserna i Bibeln. I Ordspråksboken 8, till exempel, läser man om den personifierade Visheten som är närvarande och delaktig i skapelsen. Det finns också vad som kallas för agon (som betyder kamp eller strid) för skapelse i Psaltaren 74 och Jesaja 51:9–10, där Gud vinner seger i strid mot havsvidunder. Den teologiske historikern Christopher Hays säger att det finns likheter med de kanaaneiska myterna i dessa hebreiska verser. Han menar dock också att skillnaderna är mer framträdande än likheterna. Hays säger att Enuma Elish och den memfitiska teologin är fokuserade på en viss plats, medan Första Moseboken inte nämner någon plats (Jesaja 66:1); som redan noterats finns det ingen teogoni i Första Mosebok; och i de kanaaneiska berättelserna förhärligas skapargudarna genom att identifieras med andra kända gudar, medan YHWH i Första Mosebok förhärligas genom förnekandet av andra gudar.
Avsikten med Första Mosebok 1:1–2 gällande "skapelse ur intet" är omtvistad. Jon Levenson, som skriver inom judisk bibelteologi, hävdar att skapelseberättelserna i Första Mosebok inte handlar om skapelse ex nihilo (ur intet), utan snarare om att ordning skapas ur kaos, likt andra forntida berättelser från det antika Främre Orienten (ANE). Denna ordning möjliggör livets blomstring och håller tillbaka kaoset, som för med sig våld och förstörelse – ett kaos som aldrig har utplånats helt och som ständigt hotar att återvända. Han menar att författarna till den hebreiska Bibeln såg Guds handlingar vid skapelsen som ett uttryck för tro på en Gud som kunde skydda och upprätthålla världen – men också som en Gud som kunde dra sig tillbaka och låta kaoset återvända, som vid syndafloden. Levenson menar också att dessa texter utgör både en uppmaning till Gud att handla och en uppmaning till människan att samarbeta med Gud i det fortlöpande arbetet med att skapa och bevara ordning. I detta avseende skiljer sig Bibelns skapelseberättelse från både den memfitiska och den babyloniska traditionen, eftersom den hebreiska Bibeln säger att den gudomliga gåvan att samarbeta med Gud i skapelsen är begränsad till människan. För hebreerna innebar det att endast människan är en del av Guds väsen. Denna syn på att ära eller ge makt åt människan återfinns inte i de mesopotamiska eller kanaaneiska myterna.

### Domarboken och våld mot kvinnor

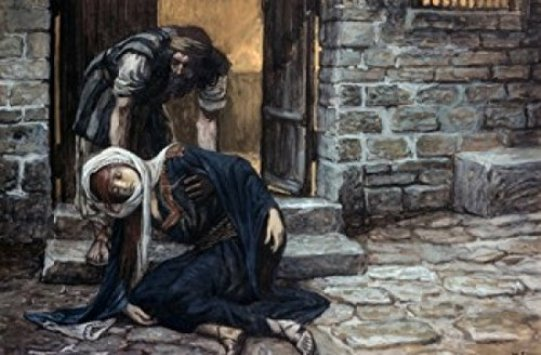
Leviten finner sin bihustru liggande på tröskeln, James Tissot.

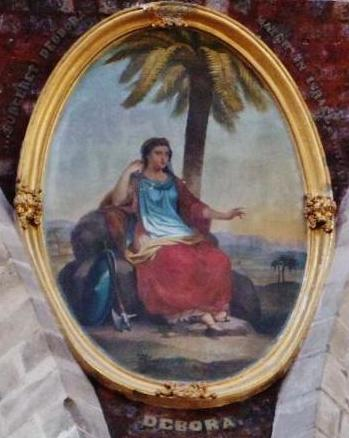
Domaren Debora, Tenancingo, delstaten Mexiko, Mexiko.

Våld mot kvinnor förekommer genom hela Gamla testamentet. Många har tillskrivit detta ett patriarkalt samhälle, medan vissa forskare menar att problemet har sin grund i en vidare kontext av en mansdominerad kultur. Kvinnor behandlas dock på olika sätt i Bibeln. Till exempel innehåller Domarboken både domaren Debora, som hedrades, och två av de mest upprörande exemplen på våld mot kvinnor i Bibeln: Jeftas dotter (Dom. 11:29–40) och levitens bihustru (Dom. 19).
Forskaren och författaren Phyllis Trible betraktar dessa händelser ur offrets perspektiv, vilket gör deras patos påtagligt, understryker deras mänskliga verklighet och tragedin i deras berättelser. Vissa feministiska tolkningar av Domarboken menar att Bibeln ger ett tyst godkännande av våld mot kvinnor genom att inte tydligt ta avstånd från dessa handlingar.
O'Connor säger att kvinnor i Gamla testamentet generellt fungerar som referenspunkter för den större berättelsen, men att Domarboken är full av berättelser där kvinnor spelar huvudrollen. O'Connor förklarar betydelsen av detta genom att säga: "Perioden mellan Josuas död och Sauls smörjelse... var en tid av osäkerhet och fara... bristen på mänskligt ledarskap ses som förödande, för när 'var och en gör vad som är rätt i hans egna ögon' blir resultatet fruktansvärt."
Om man börjar med det större sammanhanget kan Israels nedgång under denna period spåras genom kvinnors försämrade status och det våld som riktas mot dem. Löftet om liv i landet förvandlas till kaos och våld. De bibliska författarna ser detta som en följd av att auktoritet, såsom en kung, saknas (Domarboken 21:25): våld mot kvinnor uppstår när styret brister och samhällsordningen kollapsar.

### Icke-våld och Shalom
Termen för fred i den hebreiska Bibeln är SH-L-M. Den används för att beskriva profetisk vision och ideala förhållanden, och teologer har byggt vidare på avsnitt som hänvisar till detta för att förespråka olika former av social rättvisa.

### Helvetets våld
Konceptet av helvetet som en plats för straff efter döden uppstod under den judiska andra tempelperioden och utvecklades vidare inom den kristna traditionen. Judendomen kom senare att ta avstånd från föreställningen om ett liv efter döden, men det finns verser i den hebreiska bibeln som visar att tidig judisk tro ändå innehöll vissa föreställningar om ett sådant liv. Till exempel talar Jesaja 26:14, som är en del av proto-Jesaja (kapitlen 1–39), om "de döda som inte längre lever" som blir "straffade och förgjorda". Och Daniel 12:2–3, som allmänt anses ha tillkommit på 100-talet f.v.t., säger: "Många av dem som sover i mullen skall vakna, några till evigt liv, andra till skam och evig avsky." Ordet Sheol, som betraktas som viloplatsen för avlidnas andar, förekommer 65 gånger i den hebreiska bibeln. Termen Tartaros förekommer ofta i judisk apokalyptisk litteratur där det syftar på en plats där de onda straffas. Ytterligare bevis kommer från Andra Mackabeerboken, skriven på 100-talet f.v.t., som innehåller de döende orden från sju fromma judiska bröder och deras mor, som alla uttrycker full tillit till att Jahve ska återuppväcka dem fysiskt. Vid det första århundradet e.v.t. fanns det dokumenterad friktion mellan sadducéerna och fariséerna i denna fråga, vilket både Nya testamentets författare och Josefus vittnar om – ett tecken på att frågan var närvarande i den judiska tankevärlden.
I Nya testamentet finns tre ord som på engelska översätts till "helvetet": det grekiska ordet hades, som ungefär motsvarar det hebreiska Sheol, används för att beskriva den tillfälliga plats där de ofrälsta vistas efter döden, och det används inte i samband med eldsjön eller evigt straff. Det andra ordet är gehenna, som konsekvent översätts med "helvetet" och syftar på evigt straff; en bokstavlig tolkning av detta innefattar våld. Det finns även ett enda tillfälle där tartaros används, i Andra Petrusbrevet 2:4, och det betraktas som likvärdigt med gehenna. Alla hänvisningar till gehenna (förutom i Jakobsbrevet 3:6) är uttalade av Jesus själv. Jesus lärde också att straffet i helvetet skulle ske i olika grader (en idé som Dante senare utvecklade), där en tjänare skulle få färre slag än en annan, hycklare skulle dömas hårdare än andra, och så vidare.
Olika grekiska termer och deras skilda översättningar och tolkningar har gett upphov till kontroverser kring helvetets natur inom kristen teologi. I ett välkänt utdrag ur boken William Barclay: A Spiritual Autobiography med titeln "I am a convinced universalist" argumenterar William Barclay för att det grekiska adjektivet aionios, som i Matteusevangeliet 25:46 har översatts som "evigt", har tillämpats felaktigt på fel substantiv, eftersom det enligt honom endast korrekt kan användas för att beskriva Gud – inte straff. Steve Gregg citerar Douglas Jacoby, som menar att de flesta moderna exegeter avvisar uppfattningen att aionios alltid betyder en oändlighet i tid. Josefus använde exempelvis termen för att beskriva ett fängelsestraff som varade i tre år.
Som ett resultat hävdar Charles Seymour, filosof vid Notre Dame, att det finns flera olika uppfattningar och skilda läror om helvetet inom kristendomen. Till exempel skiljer sig Thomas av Aquinos syn på helvetet från den som beskrivs av C. S. Lewis i The Great Divorce. Lewis’ helvete är befolkat enbart av dem som själva har valt det i stället för att omvända sig och underkasta sig Gud. Jerry Walls behandlar i sin bok Hell: The Logic of Damnation den "traditionellt populära synen", den "modifierade ortodoxa synen", den "traditionellt kalvinistiska synen" och flera andra. Miroslav Volf försvarar läran om den yttersta domen genom att hävda att den utgör en nödvändig återhållning mot mänskligt våld. Tim Keller säger att det är rätt att känna vrede när någon utövar orättvisa eller våld mot dem vi älskar – och därför kan en kärleksfull Gud vara fylld av vrede på grund av kärlek, inte trots den. Oliver O'Donovan menar att utan Guds dom skulle vi aldrig förstå kärleken i frälsningen.
Enligt Steve Gregg finns det tre huvudsakliga synsätt på helvetet inom kristendomen. För det första ses helvetet som den rättfärdiga fördömelsen av rebeller och ondskefulla människor som Hitler, där Gud inte lindrar deras lidande överhuvudtaget. Denna lära om helvetet som en plats för oändligt straff tillskrivs Augustinus på 400-talet och senare Thomas av Aquino. För en annan grupp är helvetet helt enkelt döden – den icke-troende dör och återuppväcks inte. Andra tolkar helvetet som en tillfällig plats där synden renas genom lidande, vilket slutligen leder till "universell frälsning".
Universell frälsning var den östliga kyrkans syn före år 500 e.Kr. och delades av många av de tidiga kyrkofäderna. Efter att Augustinus läror antogs som officiell dogm blev dessa tidiga kyrkoledare fördömda och exkommunicerade. Till exempel trodde den tidige kyrkofadern Origenes [ca 184–ca 253] att det efter döden fanns många som skulle behöva långvarig undervisning, den strängaste disciplinen, till och med det hårdaste straffet innan de blev lämpade för Guds närvaro. Origenes förnekade inte helvetet; han trodde att vissa människor skulle behöva gå till himlen via helvetet. Han trodde att även vid dagens slut skulle vissa bära kvarvarande ärr. Därför trodde han inte på evigt straff, men han såg möjligheten till en evig konsekvens. Origenes ansåg att denna process i slutändan skulle leda till universell frälsning.

Efter att kyrkan ansåg att Augustinus tillräckligt hade bevisat existensen av ett evigt helvete för att de skulle anta det som officiell dogm, sammankallades synoden i Konstantinopel år 543 och exkommunicerade den sedan länge döde Origenes på 15 separata punkter av bannlysning. Alice K. Turner skriver: "För att vara säkra på att han avtjänade sitt straff ordentligt, fördömde efterföljande synoder honom till eviga lågor gång på gång – år 553, 680, 787 och 869." Trots detta levde Origenes idéer vidare. Richard Bauckham skriver att:
"Fram till 1800-talet lärde nästan alla kristna teologer att evig plåga i helvetet var en verklighet... Sedan 1800 har denna situation förändrats helt, och ingen traditionell doktrin har i så stor utsträckning övergetts som den om evig bestraffning. Bland de mindre konservativa är universal frälsning, antingen som hopp eller som dogm, nu så allmänt accepterad att många teologer accepterar den praktiskt taget utan argument."

### Markionism och ersättningsteologi
När den tidiga kristna kyrkan började särskilja sig från judendomen, kontrasterades ibland "Gamla testamentet" och dess framställning av Gud som våldsam och oförsonlig retoriskt mot vissa av Jesu läror för att skapa en bild av Gud som mer kärleksfull och förlåtande – en bild som framställdes som ny.
Markion av Sinope utvecklade i början av 100-talet ett tidigt kristet dualistiskt trossystem som såg gudomen i Gamla testamentet och skaparen av den materiella världen – som han kallade Demiurgen – som en helt annan varelse än den Gud som Jesus talade om. Markion ansåg att Jesu universella Gud, fylld av medkänsla och kärlek och som betraktar mänskligheten med välvilja och barmhärtighet, var oförenlig med Gamla testamentets skildringar av gudomligt sanktionerat våld. Därför betraktade han inte de hebreiska skrifterna som en del av sin skriftkanon. Markions lära förkastades av Tertullianus i fem avhandlingar med titeln "Mot Markion", och Markion blev till slut exkommunicerad av kyrkan.

#### Ersättningsteologi
Enligt Michael Vlach: "Det är obestridligt att anti-judiska fördomar ofta har gått hand i hand med den ersättningsteologiska synen."
Ersättningsteologiskt tänkande definieras av "två grundläggande övertygelser: (1) att nationen Israel har förlorat sin status som Guds folk genom olydnad; och (2) att Nya testamentets kyrka därför har blivit det sanna Israel och arvtagare till de löften som gavs till Israels nation." Det har tre former: repressiv, ekonomisk eller strukturell ersättningsteologi. Repressiv ersättningsteologi är den "hårda" formen och ses som ett straff från Gud. Ekonomisk ersättningsteologi är en måttligare form som rör Guds plan: hans historia om att överföra rollen som "Guds folk" från en etnisk grupp till en universell grupp. Den tredje formen innebär att Nya testamentet ges företräde framför Gamla testamentet genom att ignorera eller ersätta den ursprungliga betydelsen av texterna. Till exempel möjliggjorde den tidiga kyrkans användning av grekisk filosofisk tolkning och allegori sådana slutsatser som när Tertullianus tolkade uttalandet "den äldre ska tjäna den yngre" (angående Isaks och Rebeckas tvillingsöner, 1 Mosebok 25:23) allegoriskt som att Israel skulle tjäna kyrkan.
Det råder ingen enighet om när ersättningsteologin började. Att spåra dess rötter till Nya testamentet är problematiskt, eftersom "det inte finns någon konsensus" om att ersättningsteologi alls är en biblisk lära. Vlach menar att ens ståndpunkt i frågan avgörs mer av ens grundantaganden än av någon specifik biblisk hermeneutik. Forskare som W. C. Kaiser Jr. ser 300-talet, efter Konstantin, som den verkliga början för ersättningsteologin, eftersom det då skedde ett skifte i kristet tänkande kring eskatologi. Kyrkan övergav sin allmänt hållna traditionella tolkning av Uppenbarelseboken 20:4–6, som kallas kiliasm– hoppet om Messias tusenåriga rike på jorden, med centrum i Jerusalem, där han skulle regera tillsammans med det återlösta Israel, och ersatte den med en "historiserad och allegoriserad version, där kyrkan" i stället blev det metaforiska Israel.
Många judiska författare spårar antisemitism, och dess konsekvenser under andra världskriget, till just denna doktrin inom kristendomen. Den judiske medborgarrättsledaren från 1900-talet, Leonard P. Zakim, bekräftar riktigheten i vad teologiprofessorn Padraic O'Hare skriver: "trots de många möjliga destruktiva konsekvenserna av ersättningsteologin, är ersättningsteologi i sig ännu inte antisemitism". John Gager gör en åtskillnad mellan 1800-talets antisemitism och 100-talets antijudendom, och många forskare håller med, men det finns också många som ser den tidiga antijudendomen och den senare antisemitismen som samma sak. Anders Gerdmar ser antisemitismens utveckling som en del av det paradigmskifte som inträffade under den tidiga moderniteten, när det nya vetenskapliga fokuset på Bibeln och historien ersatte teologins och traditionens företräde. Christopher Leighton förknippar antijudendom med kristendomens ursprung, och antisemitism med "modern nationalism och rastänkande".
Ersättningsteologin har aldrig varit en officiell lära inom kyrkan, och har aldrig varit universellt accepterad. Kiliasm var den traditionella och mer allmänt hållna uppfattningen under de två första århundradena, och har förblivit en del av det kristna tänkandet genom historien. Teologen Steven D. Aguzzi säger att ersättningsteologi betraktades som en ”normativ syn” i skrifterna från kyrkofäder som Justinus, Barnabas och Origenes, och att den har varit en del av det kristna tänkandet under stora delar av kyrkans historia. Vissa kristna som förespråkar ersättningsteologi har ibland fokuserat på våld i den hebreiska Bibeln, samtidigt som de ignorerat eller gett lite uppmärksamhet åt våld i Nya testamentet.

## Sociologiska reflektioner och svar
Jože Krašovec beskriver det forntida mellanösternska (ANE) sammanhang i vilket berättelserna och texterna i den hebreiska Bibeln uppstod, där gudar identifierades med folk, och ett folks blomstring eller förstörelse sågs som en återspegling av dess guds eller gudars makt. Även om de forntida israeliterna uppfattade sin gud som en enhetlig varelse, till skillnad från grannfolkens polyteistiska uppfattningar, förblev de likt andra ANE-folk i att betrakta sig själva som en enda helhet i relation till Gud. Ur detta synsätt växte föreställningar fram om att nationen blomstrar eller går under som en helhet snarare än individuellt, samt uppfattningen att individuell synd leder till kollektivt lidande och kollektiv bestraffning.
René Girard, historiker, litteraturkritiker och filosof inom samhällsvetenskap, säger att ”begär är mimetiskt (d.v.s. alla våra begär är lånade från andra människor), att all konflikt har sitt ursprung i mimetiskt begär (mimetisk rivalitet), att syndabocksmekanismen är upphovet till offer och grunden för mänsklig kultur, samt att religion var nödvändig i människans utveckling för att kontrollera den våldsamhet som kan uppstå ur mimetisk rivalitet – och att Bibeln avslöjar dessa idéer och fördömer syndabocksmekanismen.”
Jacques Ellul säger: ”Jag tror att den bibliska undervisningen är tydlig. Den ifrågasätter alltid politisk makt. Den uppmanar till 'motmakt', till 'positiv' kritik, till en oundviklig dialog (som den mellan kung och profet i Israel), till antistatism, till en decentralisering av relationen, till en extrem relativisering av allt politiskt, till en anti-ideologi, till ett ifrågasättande av allt som gör anspråk på makt eller herravälde (med andra ord, allt politiskt)... Genom hela Gamla testamentet ser vi hur Gud väljer det svaga och ödmjuka för att representera honom (den stammande Mose, barnet Samuel, Saul från en obetydlig familj, David som möter Goliat, etc.). Paulus säger att Gud väljer det svaga i världen för att göra det starka till skam...”

### Folkmord
Sociologerna Frank Robert Chalk och Kurt Jonassohn ifrågasätter ”tillämpbarheten av termen [folkmord] på tidigare historiska perioder, och de har också ifrågasatt de moraliska och värderande laddningar som har kommit att förknippas med den.” Eftersom de flesta samhällen i historien uthärdade och utövade folkmord, accepterades det som ”en del av livets natur” på grund av livets ”råhet och brutalitet”. Chalk och Jonassohn säger att Gamla testamentet innehåller fall som de skulle betrakta som folkmord (om de vore faktiska).
Forskaren Nur Masalha skriver att ”folkmordet” i utrotningsbuden har ”hållits levande inför efterföljande generationer”, och han skriver också att dessa bud har tjänat som inspirerande exempel på gudomligt stöd för slakten av fiender. Forskaren Leonard B. Glick uppger att judiska fundamentalister i Israel, såsom Shlomo Aviner, betraktar palestinierna som likt de bibliska kanaanéerna, och att vissa fundamentalistiska ledare föreslår att man ”måste vara beredd att förgöra” palestinierna om de inte lämnar landet.
Arthur Grenke citerar historikern, författaren och forskaren David Stannard: ”När han diskuterar inflytandet från kristna trosföreställningar på förstörelsen av ursprungsbefolkningarna i Amerikas länder, menar Stannard att medan Nya testamentets syn på krig är tvetydig, råder det liten tvekan i Gamla testamentet. Han pekar på avsnitt i Femte Moseboken där den israelitiske Guden, Jahve, befallde israeliterna att fullständigt förgöra avgudadyrkare vars land de ville reservera för tillbedjan av sin gud (5 Mos 7:2, 16 och 20:16–17). ... Enligt Stannard bidrog denna syn på krig till ... förstörelsen av ursprungsbefolkningarna i Amerikas länder. Det var också denna syn som ledde till förintelsen av Europas judar. Därför är det viktigt att uppmärksamma just detta segment av Gamla testamentet: det beskriver inte bara en situation där en grupp försöker utplåna andra grupper helt, utan har också haft ett stort inflytande på att forma tankesätt och trossystem som möjliggjorde, och till och med inspirerade, folkmord.”
Arie Versluis säger: "...ursprungsbefolkningar har också hänvisat till budet (i 5 Mos 7) för att rättfärdiga fördrivningen av sina kolonisatörer. Detta faktum illustreras av exemplet Te Kooti... på 1800-talet, eftersom han såg maorierna som israeliterna och kolonisatörerna som kanaanéerna."
Historikern och författaren William T. Cavanaugh säger att varje samhälle genom historien har innehållit både hökar och duvor. Cavanaugh och John Gammie menar att lagar som de i Femte Mosebok troligen speglar Israels interna konflikter kring olika synsätt i frågor såsom hur krig bör föras.